# Uherské Hradiště

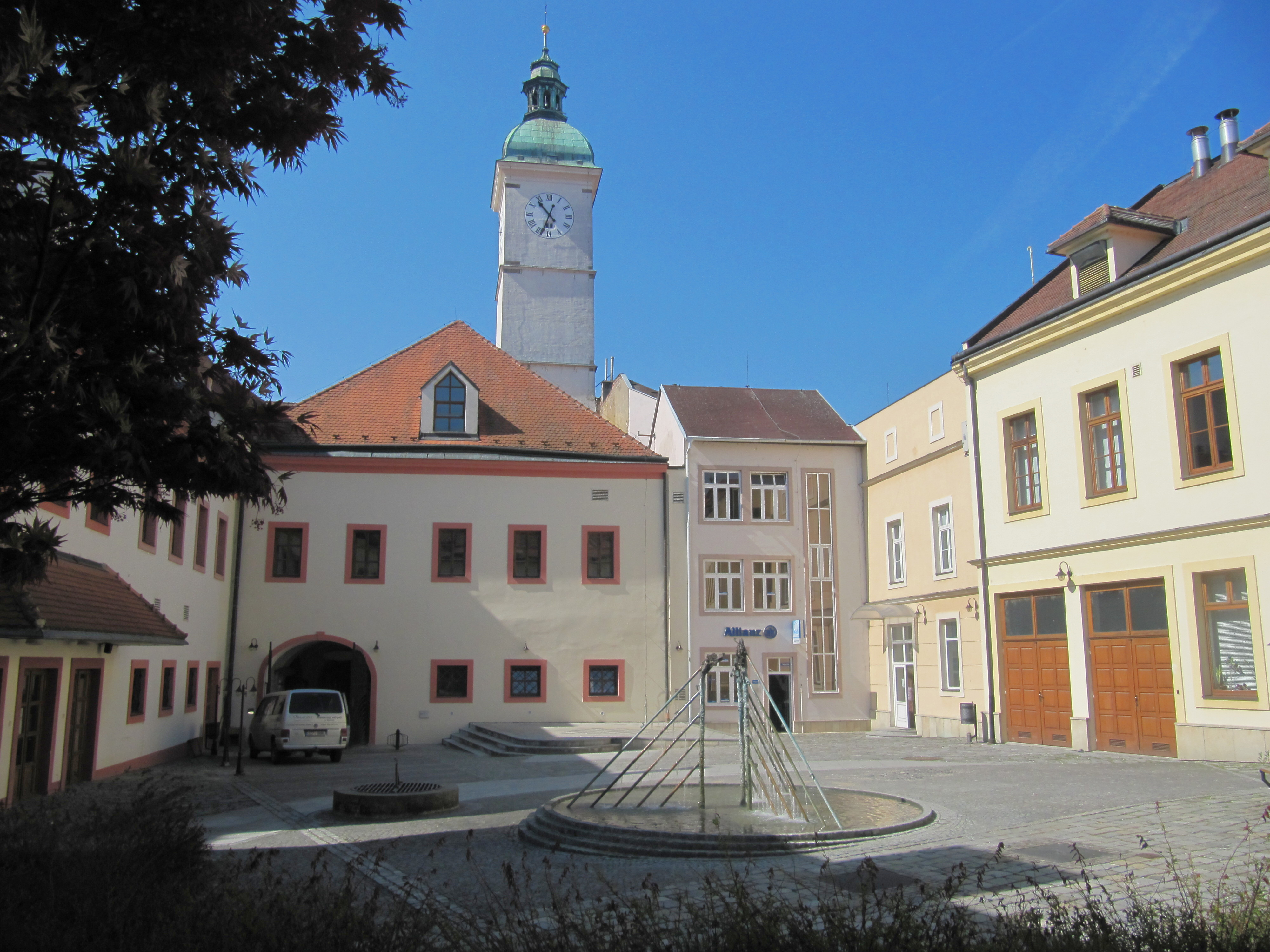
Stará radnice

Uherské Hradiště (slováckým nářečím Hradišč; německy Ungarisch Hradisch; maďarsky Magyarhradis, Magyar-Radistya) je město ve Zlínském kraji, 23 km jihozápadně od Zlína na levém břehu řeky Moravy. Žije zde přibližně 25 tisíc obyvatel, spolu se Starým Městem a Kunovicemi tvoří městskou aglomeraci s přibližně 37 tisíci obyvateli.
Město bylo založeno 15. října roku 1257 českým králem Přemyslem Otakarem II. Uherské Hradiště je odedávna přirozeným středem Slovácka – regionu proslulého svébytným folklórem, cimbálovou muzikou, kvalitním vínem, bohatě zdobenými kroji a řadou zachovaných lidových tradic. Historické jádro města bylo prohlášeno městskou památkovou zónou. Uherskohradišťské gymnázium bylo založeno v roce 1884 jako nejstarší česká střední škola na Slovácku. Jedná se o vinařské město ve vinařské oblasti Morava, podoblasti Slovácké (viniční tratě Prostřední hora, Soví hora, Přední vinohrady, Zadní vinohrady, Vinohrady, Vrbky).

## Geografie
Z hlediska morfologie město tvoří územní rovinu, kterou vyrovnávaly náplavy řeky Moravy do nadmořské výšky 178–180 m. Na západní straně se terén úměrně zvedá do výšky 205 m, na opačné straně (východně od místní části Mařatice) je údolí ohraničeno kótou 230 m n. m. Plocha uherskohradišťského katastru činí celkem 2 126 ha. Sousedními obcemi sídla jsou Popovice, Podolí, Kunovice, Staré Město, Kněžpole a Hluk.

## Obyvatelstvo

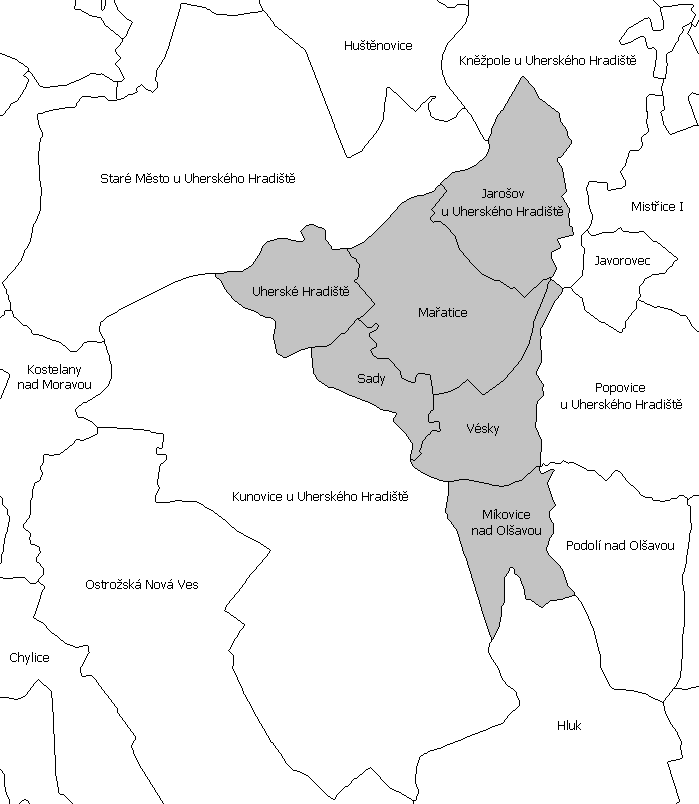
Katastrální území Uherského Hradiště

### Počet obyvatel
Údaje jsou souhrnné za všechny městské čtvrtě (centrum, Jarošov, Mařatice, Míkovice, Rybárny, Sady a Vésky). V letech 1971–1990 byla součástí Uherského Hradiště navíc také dnešní města Kunovice a Staré Město, jejichž osamostatnění bylo příčinou desetitisícového propadu v počtu obyvatel začátkem 90. let 20. století. Takto vymezená aglomerace čítala v roce 2011 celkem 38 007 obyvatel.
| 1869  | 1880  | 1890  | 1900  | 1910  | 1921   | 1930   | 1950   | 1961   | 1970   | 1980   | 1991   | 2001   | 2011   | 2021   |
| ----- | ----- | ----- | ----- | ----- | ------ | ------ | ------ | ------ | ------ | ------ | ------ | ------ | ------ | ------ |
| 5 659 | 6 663 | 7 232 | 8 925 | 9 451 | 10 051 | 10 554 | 13 402 | 15 616 | 19 427 | 36 756 | 26 765 | 26 876 | 25 818 | 25 019 |

### Struktura populace

Věková struktura obyvatel obce Uherské Hradiště roku 2011
Rodinný stav obyvatel obce Uherské Hradiště roku 2011
Vzdělání obyvatel obce Uherské Hradiště roku 2011

## Historie

### Pravěk a Velkomoravská aglomerace

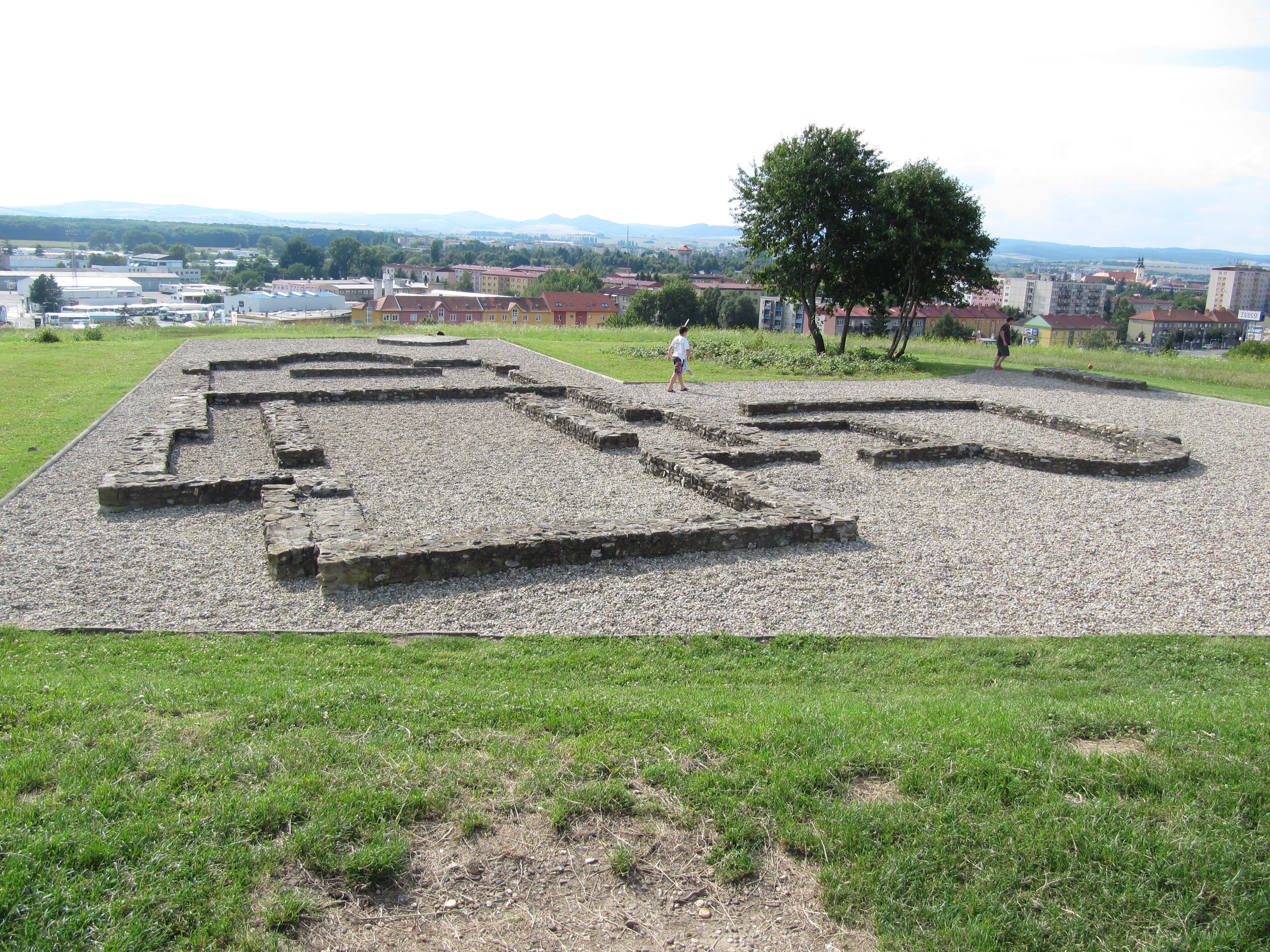
Vykopávky velkomoravského kostela na tzv. metropolitní výšině, možné místo pohřbu sv. Metoděje

Území města bylo osídleno už ve starší době kamenné a patří k nejstarším sídelním oblastem České republiky. Těmito místy vedla ve vertikále od severu k jihu moravská část jantarové cesty Krakov–Morava–Vídeň (nyní znovuobjevena jako lákadlo pro zvýšení turistického ruchu) a uherská cesta v horizontále od západu k východu. V 8. a 9. století byl na této křižovatce vytvořen ostrovní pevnostní systém. Tři neobydlené ostrovy řeky Moravy byly na počátku 9. století osídleny Slovany. Centrem byl tzv. Svatojiřský ostrov, nazývaný podle jeho kaple, jejímž patronem byl sv. Jiří. Velkomoravská aglomerace dnešního Starého Města, Uherského Hradiště a Sadů patřila k důležitým střediskům Velké Moravy. Archeologický průzkum na rozdíl od velkomoravské lokality Mikulčice-Valy však ztěžuje současná zástavba, stejně jako v Kyjově či Hodoníně.
Na území současného Uherského Hradiště (jeho části Sady) až po aglomerace Starého Města se rozkládalo pravděpodobně centrum oblasti, ve které byla soustředěna mocenská správa, řemeslná produkce, obchod a náboženské objekty tehdejší kultury. Pravděpodobně vzhledem k výhodám říčního terénu (umístění na ostrově) nebyly donedávna nalezeny stopy žádného specifického mohutného opevnění, které by potvrzovalo teorii, že se jednalo o centrum velkomoravské říše Veligrad. Změna této situace nastala až objevením zatím nejmohutnějšího velkomoravského opevnění v lokalitě Rybárny.

#### Svatojiřský ostrov
Cesta k brodu od jihu vedla přes ostrov sv. Jiří (na němž později založil Přemysl Otakar II. královské město Nový Veligrad). Na ostrově stávala podle dochovaných zpráv kamenná kaple sv. Jiří. Její trosky se našly pod základovým zdivem koncem 18. století zrušeného a zbořeného gotického svatojiřského kostela, který nahradil kapli někdy počátkem 15. století. Stával v úhlopříčce hlavního náměstí (dnešní Masarykovo náměstí).
Současná zástavba nedovoluje posoudit lidnatost velkomoravského osídlení. Ojedinělé nálezy však naznačují osídlení již v 8. století. Pro dobu velkomoravskou lze vysledovat souvislý pás osídlení od brodu u Bumbalova až po svahy mařatického kopce. Kromě sídelních objektů byly nalezeny velkomoravské hroby, třmeny, bojové sekery apod., u kaple sv. Jiří jezdecká výstroj.
O opevnění toho mnoho nevíme. Před středověkou hradební zdí se na západní a severní straně nacházejí zbytky jakéhosi hliněného valu neznámého původu, který má jiný průběh než středověké hradby. Pozemky okolo valu nesou název Stará Tenice (což naznačuje místo starého opevnění). Obdobně se zdá, že od konce valu za Bumbalovem pokračuje i na druhém břehu regulované Moravy jakási vyvýšená linie podél starého meandru Moravy směrem k mařatickému kopci. Ta se pod zástavbou ztrácí a za ní se ve svahu kopce objevuje možné její pokračování. Bez archeologického ověření to ale nelze potvrdit.
Pokračování bumbalovského, stejně jako Christinova valu (případně též zlechovského valu) na druhé straně řeky Moravy by znamenalo skvělou obrannou linii pro celou velkomoravskou aglomeraci, neboť by ji umožnilo uzavřít od jihu stejně jako od severu. Obdobný charakter opevnění po obou stranách toku známe i z jiných slovanských lokalit (Novgorod) a předsunuté valy např. ze Starých zámků u Líšně nebo i z jiných slovanských zemí (Polsko, Ukrajina).
Centrální katastrální území nese název Uherské Hradiště. Centrální evidenční část Uherské Hradiště leží na levém břehu řeky Moravy (naproti Starému Městu) a zahrnuje též ZSJ Na Rybníku z katastrálního území Mařatice. Část katastrálního území Uherské Hradiště přesahující východně od Starého Města na sever na pravý břeh řeky Moravy tvoří samostatnou evidenční část Rybárny.

### Středověk

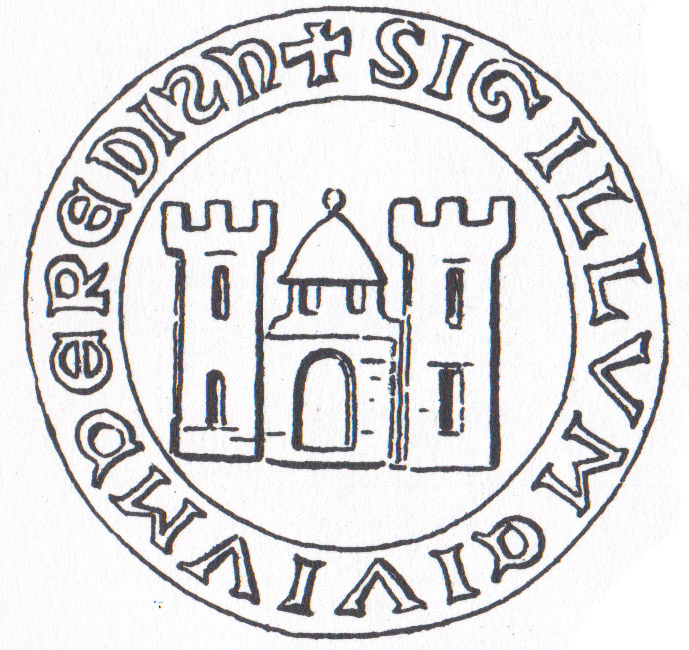
Městská pečeť (1322)

#### Založení města opatem Hartlibem a Přemyslem Otakarem II.
V polovině 13. století se východní Morava – tehdy stále na pomezí vlivu Přemyslovců a Uher jako tzv. Lucká provincie – ocitla pod nepřátelskými nájezdy, kterými trpělo obyvatelstvo i nedaleký klášter na Velehradě. A právě opat Hartlib z velehradského kláštera (založeného ve 13. století cisterciáky), se tehdy obrátil na panovníka s prosbou o ochranu území. Prostředníkem mu byl olomoucký biskup Bruno ze Schauenburku, který spolu s královskými rádci zvolil k založení pevnosti ostrov na řece Moravě s kaplí sv. Jiří, na kterém tehdy bylo jen několik rybářských chatrčí. Král Přemysl Otakar II. poté 15. října 1257 dosvědčil listinou, že město je založeno na ostrově, jenž je v majetku velehradského kláštera. Dle této listiny má město ochraňovat konvent i zemskou hranici, proto se pro něj namísto původního Nové Město začal hned v roce 1258 používat název Nový Velehrad. Ze sousedního Veligradu (Starého Města) a blízkých Kunovic byla na něj také přenesena tržní práva.

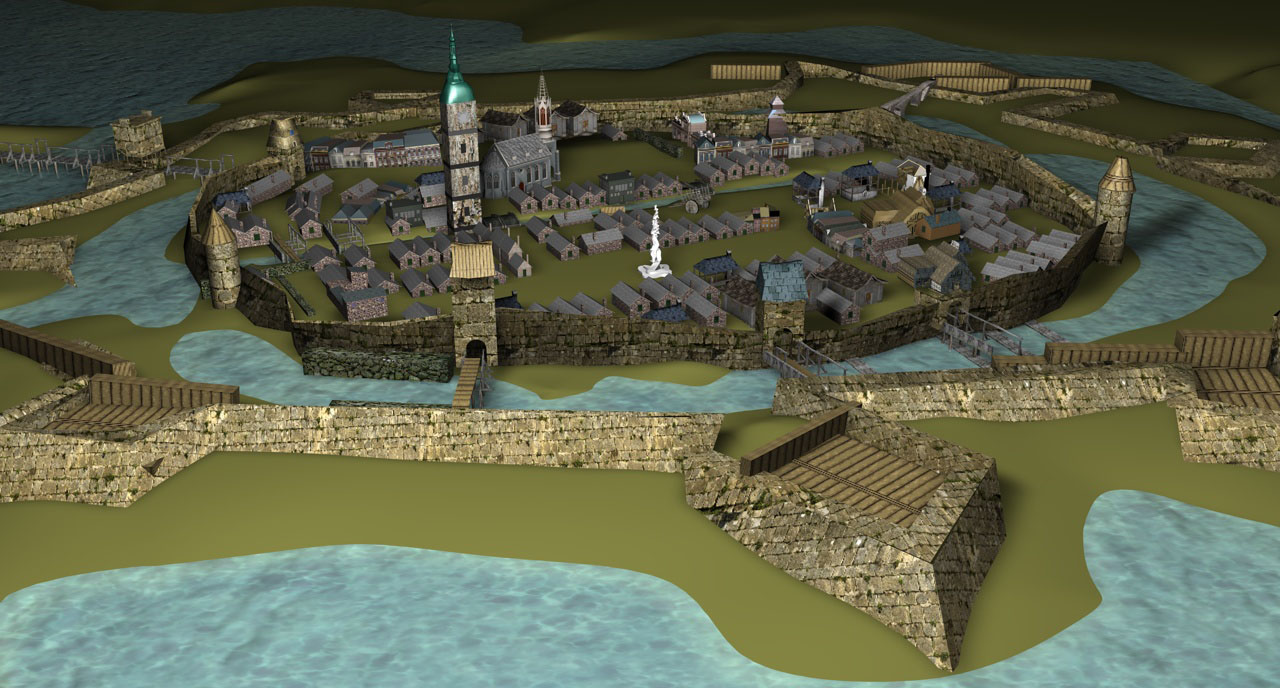
Historický model města Uherské Hradiště

#### Názvy: Nový Velehrad, Radisch, Uherské Hradiště, Slovácké Hradiště
Již na konci 13. století začalo být od pojmenování Nový Velehrad upouštěno. V roce 1294 je město již nazýváno Hradištěm a tento název se ustálil na počátku 14. století, když se jméno Velehrad vžilo pro novou obec vzniklou okolo velehradského kláštera. Název „Hradiště“, někdy rozšiřovaný na „Hradiště nad Moravou“, byl ale často v historických pramenech pozměněn, a město se tak uvádí např. jako Hradisst či Hradisscze. Z českého názvu vzniklo latinské či německé Radisch. Současný název „Uherské Hradiště“ se poprvé objevil v roce 1587 a byl inspirován stejným přívlastkem v názvu Uherského Brodu (původně „Brod při hranicích uherských“). Na konci 17. a v 18. století se tento přívlastek začal objevovat častěji. V 30.–50. letech 20. století se uvažovalo o přejmenování na „Slovácké Hradiště“, protože přívlastek „uherské“ zněl pro tehdejší dobu již poněkud zastarale, navíc přejmenování bylo motivováno i jako vymezení proti rakousko-uherské době. Návrh nového názvu však byl veřejností roku 1957 při oslavě 700 let od založení města zamítnut. K přejmenování tak došlo pouze u Zlína (který nesl v letech 1949–1989 název „Gottwaldov“) a již dříve u obce Vnorovy (kde se do roku 1924 používal i název „Znorovy“, ale uzákoněn byl nakonec termín písemně starší).

#### Středověký půdorys
- Splávek: Město má dodnes dvě náměstí, která byla při založení umístěna na dvou oddělených ostrovech. Dělil je úzký potok či strouha – několik metrů široký kanál nazývaný „Splávek“, který tekl dnešní ulicí Na Splávku přes Zelný trh, Prostřední ulicí, poté dvorem radnice a zahradou tehdy farního kostela ze 13. století zasvěceného Panně Marii (současný kostel Zvěstování Panny Marie pochází až z poloviny 18. století, původní byl poničen na konci třicetileté války) a za ním opouštěl město. Znázornění Splávku je dobře viditelné na starých rytinách města.

- Dvě náměstí: Po svém založení bylo město osídleno obyvateli dvou přilehlých trhových obcí – Kunovic a Starého Města. Obě tyto skupiny si postavily své náměstí:

Kunovjané měli náměstí zvané až do roku 1955 Hlavní náměstí, později Gottwaldovo a nyní od roku 1990 Masarykovo náměstí; stál na něm kostel sv. Jiří, jehož základy jsou dnes skryty pod dlažbou.
Staroměšťané měli Mariánské náměstí s mariánským morovým sloupem, za komunismu zvané náměstí Rudé armády.
Obě náměstí byla posléze spojena Prostřední ulicí, která byla velmi úzká, aby se dala snadno přehradit, jelikož mezi dvěma etniky vznikaly často šarvátky a boje.

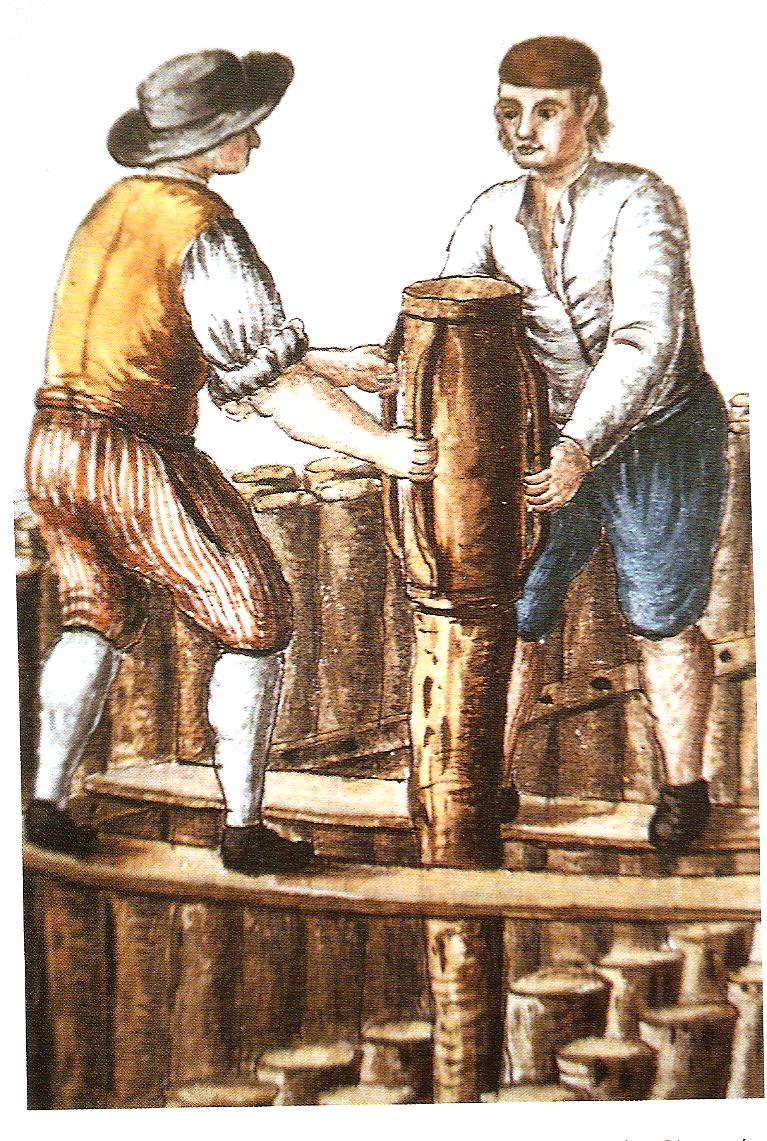
Budovy staré radnice a jezuitského kostela byly postaveny na dřevěném roštu z kmenů zavrtaných do podloží ostrova.

- Stará radnice: Uprostřed Prostřední ulice byla za několik let, v roce 1296, z dvou původních měšťanských domů postavena Stará radnice. Ta je dnes nejzachovalejší ukázkou středověké architektury města. Radnice vznikla spojením dvou domů, starší levý dům má gotickou dispozici, renesanční část je střed průjezdu a horní síň v patře (dnes restaurace). Mladší dům má raně barokní dispozici. Oba domy jsou propojeny barokním portálem v zadní části průjezdu. Radnice byla přestavěna na konci 15. a počátkem 16. století, další úpravy byly provedeny v 18. a 19. století. Poslední rozsáhlá rekonstrukce pochází z roku 1995. Radnice sloužila svému účelu až do devadesátých let 19. století, kdy byla postavena na Palackého náměstí nová (dnešní radnice se pak nachází na Masarykově náměstí). Věž staré radnice je dnes nakloněna o několik stupňů do ulice a říká se jí „slovácká Pisa“, což není zcela ironické, jelikož technika staveb na pískových sedimentech řeky Moravy byla ve středověku převzata z laguny italských Benátek a spočívala v zavrtání dlouhých dřevěných kmenů dubu, borovice, smrku či sosny do pískového podloží (viz obrázek). Dřevo bylo v té době hojně rozšířené a tuto technologii v Itálii realizovali často řemeslníci vyrábějící lodě.
- Uherská cesta: Během středověku byla stará obchodní cesta do Uher přeložena, aby procházela městem. Za mostem přes řeku Moravu procházela Staroměstskou branou na Mariánské náměstí, poté na Hlavní náměstí, dnes Masarykovo, kde se stáčela do dnešní Havlíčkovy ulice. Pozůstatkem této cesty je fakt, že se Havlíčkova ulice napojuje na Masarykovo náměstí také pod neobvyklým úhlem 45 stupňů místo pravoúhlého, jak je ve středověku obvyklé; poté Kunovickou branou opouštěla město a pokračovala směrem k Vlárskému průsmyku.
- Pevnost: Opevnění města bylo zpočátku dřevěné, později více fortifikační: asi od poloviny 14. století bylo započato se stavbou kamenných hradeb, po skončení česko-uherských válek na konci 15. století byla pevnost přebudována. Existovalo několik bran. Dochovala se „Shořelá“, dnes nazývaná Matyášova. Tvrdí se o ní, že je tak nízká, aby v ní každý musel sklonit hlavu. Také Matyáš Korvín musel sklonit před městem hlavu a darovat rytíře do znaku za udatnost při obraně pevnosti během česko-uherských válek. Uherské Hradiště bylo dobyto za svoji historii pouze jednou, a to Prusy roku 1742.
- Kaple sv. Alžběty: Nejstarší stavbou ve městě je kaple sv. Alžběty, která byla odsvěcena za vlády Josefa II. a sloužila také jako hostinec či sklad. Po rozsáhlé opravě v roce 1995 je z ní lékárna.
- Dům U Slunce: Jediná zachovalá renesanční stavba je Dům U Slunce z roku 1578 s renesančním podloubím vysokým 5,5 metru. Takový byl tehdejší stavební předpis, aby jím mohl projet plně naložený vůz. Sloužil jako skladiště soli. Sousední podloubí u lékárny je jen estetická úprava provedena za přestavby domu v 19. století.
- Františkánský klášter: Ve městě byly dva řády – františkáni a jezuité. Františkánský klášter byl založen roku 1490 Janem Filipcem. Velkou hodnotu má jeho refektář. Dnes v budově sídlí okresní archiv.

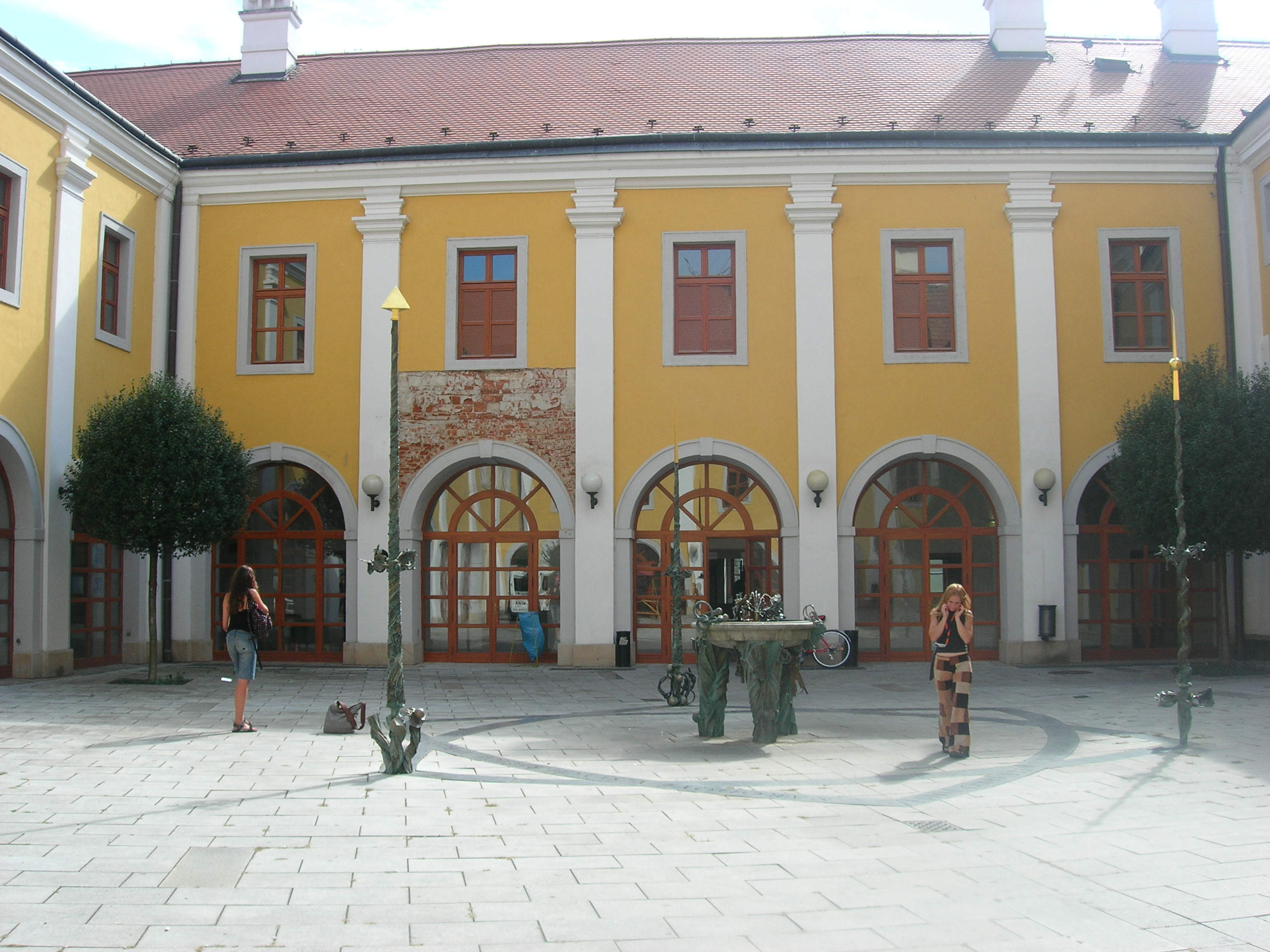
Nádvoří jezuitské Reduty

- Jezuité: Jezuitské budovy na Masarykově náměstí se skládají z dnes farního a děkanského kostela sv. Františka Xaverského, jezuitské koleje a gymnázia s divadelním sálem tzv. Reduta.[10] Postavil jej Jan Jeroným Canevallo v letech 1670–1685. Projekt vytvořil Jan Dominik Orsi. Hlavní oltářní obraz je Křest indického prince sv. Františkem Xaverským autor Jan Jiří Heinsch z roku 1689. V bočních kaplích patří k nejcennějším barokní obrazy (autorem Ignác Raab) či plastiky (sochař Ondřej Schweigl). Kostel, podobně jako benátské kostely, stojí na dřevěném roštu z borovice, v padesátých letech 20. století byla k pilířům spuštěna sonda a technologický průzkum potvrdil, že se dřevo nalézá v bezvadném stavu. V části objektu jezuitské koleje byla počátkem 21. století zřízena Galerie Joži Uprky. Na Palackého náměstí stojí barokní kaple sv. Šebestiána postavená roku 1715 městskou posádkou jako výraz díků za odvrácení morové epidemie.
- Lékárna U zlaté koruny: Barokní Lékárna U zlaté koruny sloužila svému účelu již od konce 17. století. Ve druhé čtvrtině 18. století byly dva původní měšťanské domy, stojící na tomto místě, barokně přestavěny. V roce 1884 byly spojeny pseudorenesanční fasádou se sgrafitovou výzdobou, autorem byl Josef Schaniak. V interiéru se dochovala původní nástropní freska (Joseph Ignatz Sadler), doplněná štukaturou pocházející z poloviny 18. století.
- Dům U Sovy: Mariánské náměstí č. 46. Jedná se o starý barokní dům. Název U Sovy není původní a pochází až z devadesátých let 20. století. Na štítech byla často jen datace ukrytá do latinského textu. Bývalo běžné, že text, většinou biblický, skrýval rok vyhotovení památky a byl umístěn na portálu nad vchodem do objektu.

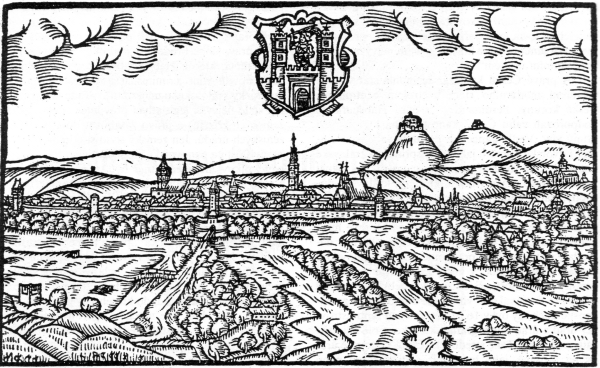
Uherské Hradiště na rytině Jana Willenberga z konce 16. století

#### Sídelní město Uherské Hradiště
Mezi lety 1348 a 1860 bylo město sídlem Hradišťského kraje. Prvními obyvateli města po jeho založení byli osadníci z přilehlých vesnic Staré Město a Kunovice. Tyto obce byly v letech 1954–1960[zdroj?] a 1971–1990 součástí Uherského Hradiště. Dnes jsou Staré Město a Kunovice samostatnými obcemi, roku 1997 povýšenými na města.

### 19. století

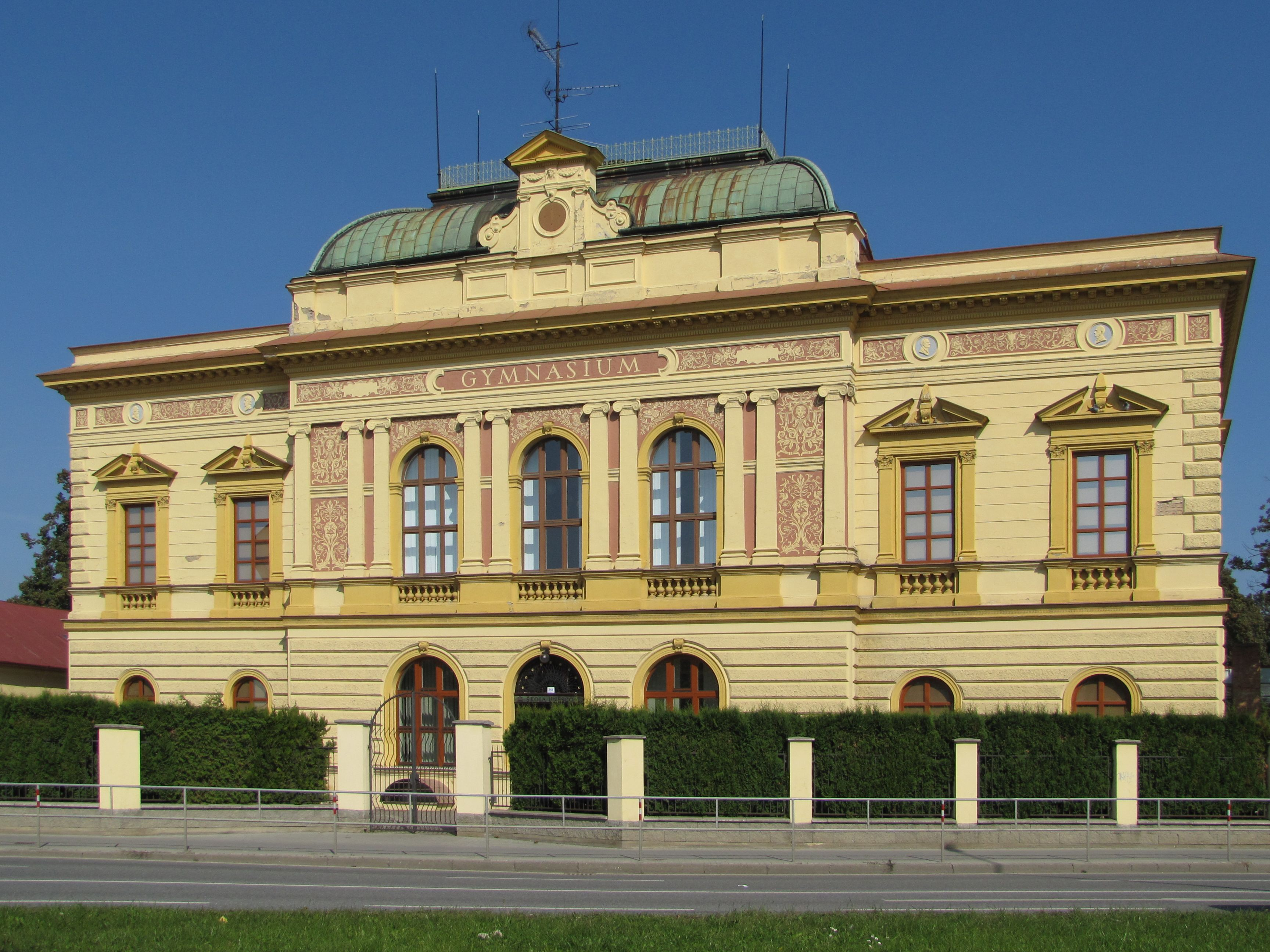
Budova českého gymnázia z roku 1885 (autor Josef Schaniak)

Funkce pevnosti byla zrušena v roce 1782, ale až od čtyřicátých let 19. století expandovala městská zástavba mimo staré hradby. V roce 1842 byla vybudována tzv. Severní dráha císaře Ferdinanda z Vídně do Přerova a Olomouce. Radní města odmítli vedení trati krajským městem a trať byla přeložena do blízkosti obce Staré Město. V regionu vládl duch národního obrození. 16. května 1868 byly položeny základní kameny Národního divadla. Bylo jich celkem 20 a jedním z nich byl i pískovcový kámen z hradu Buchlova.
Koncem 19. století byla postavena řada významných budov:
- krajský soud s věznicí roku 1880 na místě staré pošty a zbrojnice (dnes Střední uměleckoprůmyslová škola)
- nová radnice na Palackého náměstí
- budova českého gymnázia otevřeného v roce 1884, která získala podobu zlaté kapličky se stříškou inspirovanou Národním divadlem v Praze
- pravděpodobně ve zřizovací komisi stále vládl obrozenecký duch, v letech 1892 až 1897 byl vybudován firmou Nekvasil Justiční palác, nyní Střední uměleckoprůmyslová škola
- v letech 1883–1886 byla vybudována tzv. Vlárská dráha z Brna na Slovensko, až nyní se dostává vytvořením spojky mezi Kunovicemi a Starým Městem železnice i do Uherského Hradiště.

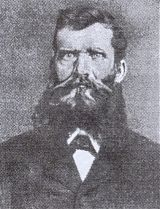
Antonín Baťa starší.

#### Firma Baťa v Uherském Hradišti
V roce 1886 se do města z tehdejšího malého městečka Zlína přistěhoval švec Antonín Baťa starší a založil si v místní části Rybárny obuvnickou živnost, kterou vedl se svými syny Antonínem a Tomášem. Dílna prosperovala a brzy se rozšířila do několika domů, než její činnost v roce 1894 zastavil požár města a bankrot vídeňského dlužníka. Ještě téhož roku si Antonín, Tomáš a jejich sestra Anna, založili novou firmu pod názvem „Antonín Baťa“ ve Zlíně na náměstí, která dala vzniknout dnešnímu celosvětovému koncernu Baťa. Podnik byl v roce 1900 přejmenován na veřejnou společnost T&A.Baťa. Antonín Baťa ml. zemřel v roce 1908, jeho sestra Anna odešla z vedení firmy. Majitelem firmy, již pod názvem BAŤA, se stal jeho bratr Tomáš Baťa, který tragicky zemřel v roce 1932. Uherskohradišťskou dílnu v domě č.p. 2, po smrti svého manžela Antonína Bati v roce 1905, pak roku 1907 definitivně zrušila Baťova vdova Ludmila. V Uherském Hradišti se narodil také její syn Jan Antonín Baťa, který po smrti svých sourozenců vedení zlínského podniku v roce 1932 převzal. Tomášův syn Tomáš Baťa ml. zase ve 30. letech 20. století studoval na uherskohradišťské obchodní akademii. Dlouhou tradici má obchod s obuví v Prostřední ulici, kde měla firma Baťa prodejnu již v roce 1930. V sousedství Rybáren dnes začíná třetí úsek Baťova kanálu, vodní cesty vybudované společností v letech 1935–1938. Od 1. září 2009 má své zastoupení v Uherském Hradišti také zlínská Univerzita Tomáše Bati. Tomáš Baťa ml. navštívil Uherské Hradiště 20. ledna 2006 a znovu tehdy mj. usedl do lavice na obchodní akademii.

### 20. století

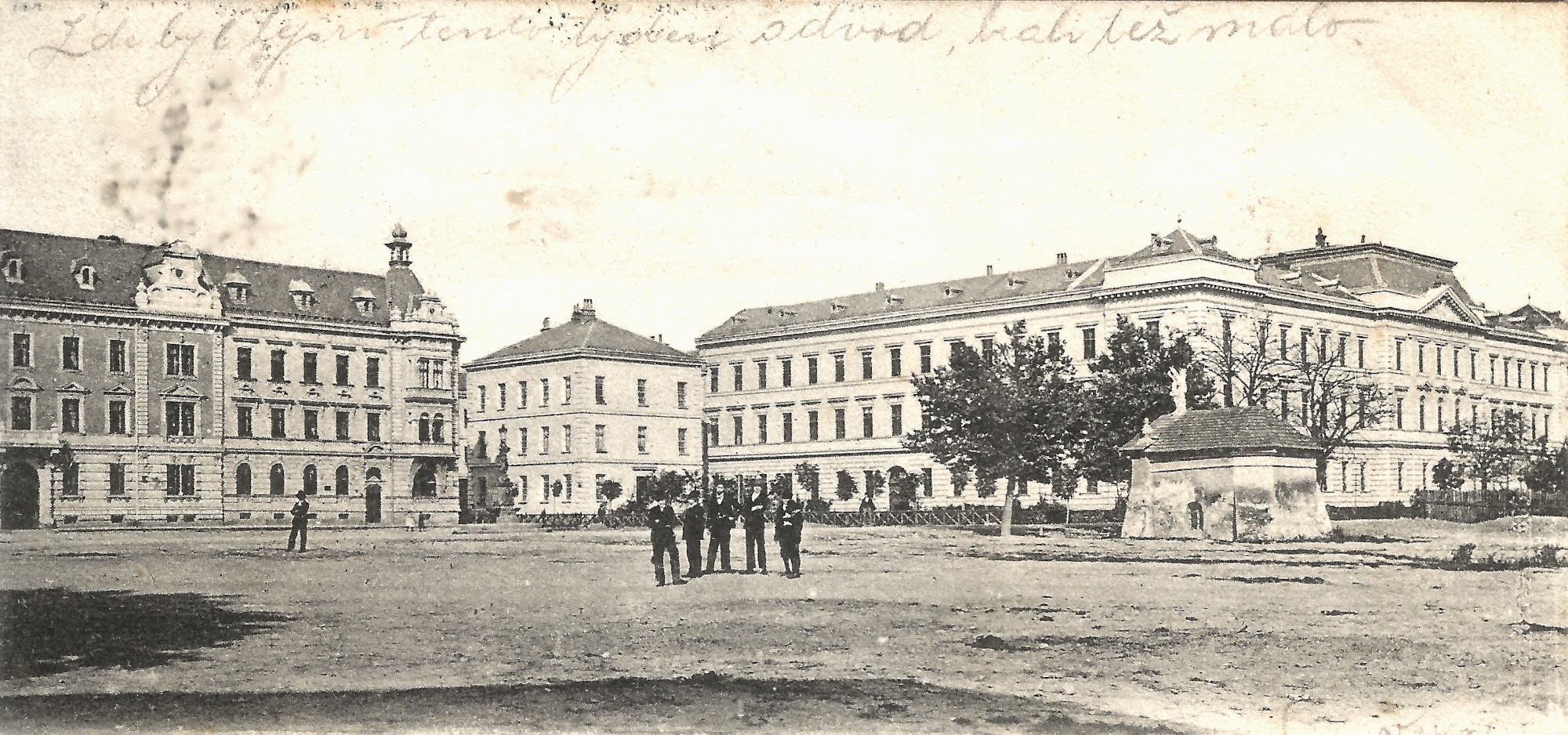
Palackého náměstí kolem roku 1905

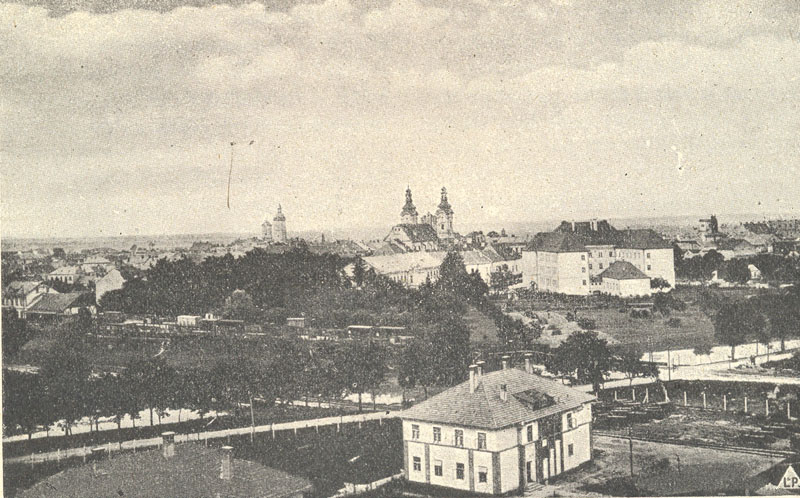
Uherské Hradiště na počátku 20. století

#### Zemská nemocnice
Roku 1923 byla vybudována Zemská nemocnice. Již roku 1907 městská rada rozhodla o výstavbě nemocnice, nákladem 340 000 K podle návrhu zemského architekta J. Karáska, ale stavbu zdržel odpor obyvatelstva dané čtvrti. Ve městě byl zřízen první špitál sv. Alžběty roku 1362 a byl financován z milodarů. V roce 1727 bylo zvýšeno počet lůžek z osmi na dvanáct a roku 1797 krajský hejtman Ignác z Bevieru zřídil další dvě postele. Na počátku 19. století se špitál začal měnit v nemocnici. První nemocnici zřídil majitel Leopold I. Berchtold v lisovně oleje na svém buchlovském panství a měla 12 lůžek. V roce 1807 otevřel velkou nemocnici o 52 lůžkách na svém zámku v Buchlovicích, měla jednoho lékaře, jednoho duchovního, dva ošetřovatele a 18 lůžek pro přestárlé. Přijímal nejen místní, ale i pocestné; omezení měli duševně nemocní a epileptici, a také pohlavně nemocní – ti byli přijati pouze při první nákaze. V letech 1875–1899 usilovala městská rada o založení zemské nemocnice.

#### První světová válka

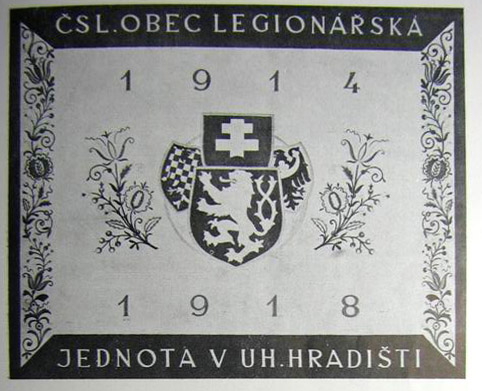
Znak Československé obce legionářské v Uherském Hradišti 1914–1918

Na zámku v Buchlovicích se 15.–16. září 1908 uskutečnila diplomatická schůzka, která dále vyústila v tzv. Buchlovickou dohodu. Sešli se zde k jednání rakousko-uherský ministr zahraničních věcí Aloise Lexa z Aehrenthalu a ruský ministr Alexandr Petrovič Izvolskij. Předmětem jednání bylo napětí na Balkáně. Ministr Aehrenthal potřeboval souhlas Ruska k anexi Bosny a Hercegoviny. Výsledkem bylo obsazení Bosny Rakouskem dne 6. října 1908. Hostitelem jednajících ministrů byl majitel buchlovického zámku Leopold II. Berchtold, který později nahradil Aehrenthala ve funkci ministra zahraničních věcí Rakouska-Uherska (od 17. 2. 1912 do 13. 1. 1915, kdy podal demisi). Jeho podpis byl pod ultimátem, jež bylo roku 1914 zasláno Srbsku a jehož odmítnutím poté vypukla první světová válka. V roce 1915 odstoupil z funkce. Po skončení světové války se nemohl dlouho na své panství vrátit, byla mu kladena za vinu protislovanská politika a rozpoutání světové války. Hájil se tím, že ultimátum podepsal jako ministr zahraničních věcí, ale měl úředně zakázáno trvale pobývat na území Československé republiky. Návrat k majetku mu byl umožněn až po splnění podmínek, které mu nadiktovala místní samospráva: vyplatit odškodné válečným vdovám a sirotkům, spolufinancovat železniční trati do Morkovic atd. Československým občanem se však stát nesměl, panství spravoval jeho syn Alois Berchtold. Poslední léta života strávil na zámku Peresznye u Šoproně v Maďarsku, kde také roku 1942 zemřel. Po jeho smrti zdědil panství Alois Berchtold, který se po druhé světové válce a zestátnění panství odstěhoval do Vídně. Buchlovice navštívil ještě jednou na jaře roku 1968 a byl pozitivně překvapen údržbou a stavem parku.

#### První republika 1918–1939

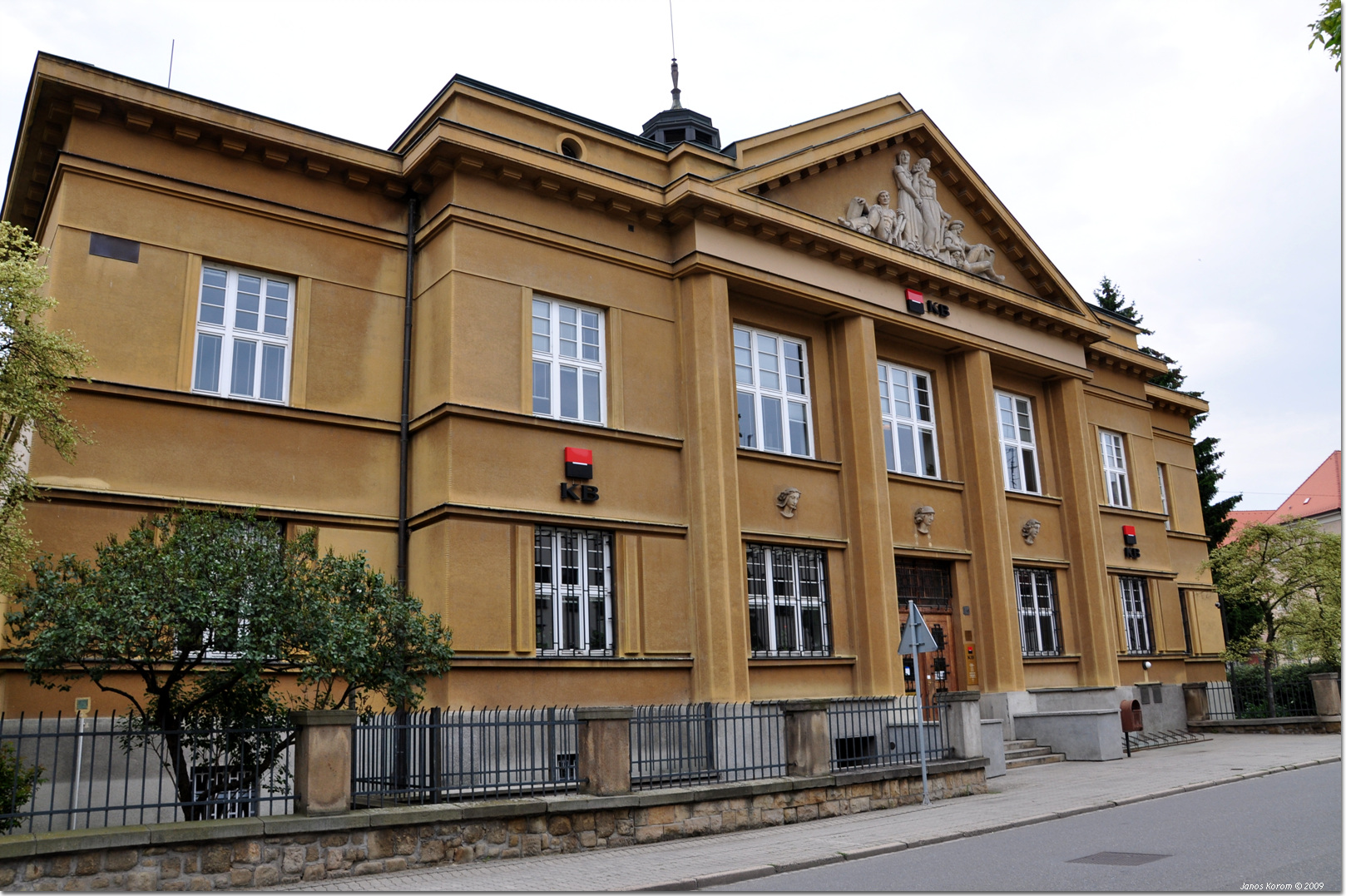
Budova bývalé Komerční banky ve Svatováclavské ulici

V roce 1925 založil inženýr Ludvík Kirschner ve Starém Městě továrnu na mýdlo, mazivo a laky. Po roce 1948 byla znárodněna a dostala název Barvy a laky, n. p., dnes Colorlak, a. s. Hospodářské, kulturní i politické centrum kraje se postupně stále více přesouvalo do Zlína. Zlín navštívil starosta Chicaga Antonín Čermák, zahájen byl zde Zlínský filmový festival, pořádaly se automobilové závody, vybudoval se Baťův kanál a další činností podnikatelské rodiny Baťů odsunuly Uherské Hradiště do pozice úřednického města. Přesto se v architektuře města dařilo navazovat na umělecké trendy avantgardy, jako byl rondokubismus a funkcionalismus, které ve městě vytvářely protipól vkusu eklekticismu a neostylům vilek např. Svatováclavské ulice, vily stavitele Šupky atd. Své návrhy ve městě realizovali architekti jako Bohuslav Fuchs nebo Vladimír Zákrejs. V roce 1937 poté Adolf Liebscher realizoval největší funkcionalistickou stavbu, Infekční pavilón v prostorách nemocnice. Za zmínku stojí také dynamická funkcionalistická cukrárna na náměstí Svobody v Kunovicích, dnes městské informační centrum. Na konci 30. let bylo ze strategických důvodů rozhodnuto přemístit část výroby letadel ze západních a středních Čech do obce Kunovice a vznikla zde tak nová tradice leteckého průmyslu a nový průmyslový komplex. V roce 1936 tak vznikl v Kunovicích pobočný závod pražské letecké továrny Avia. Záborem Rakouska Hitlerem se však tento strategický plán minul účinkem.

##### Výstava Slovácka 1937

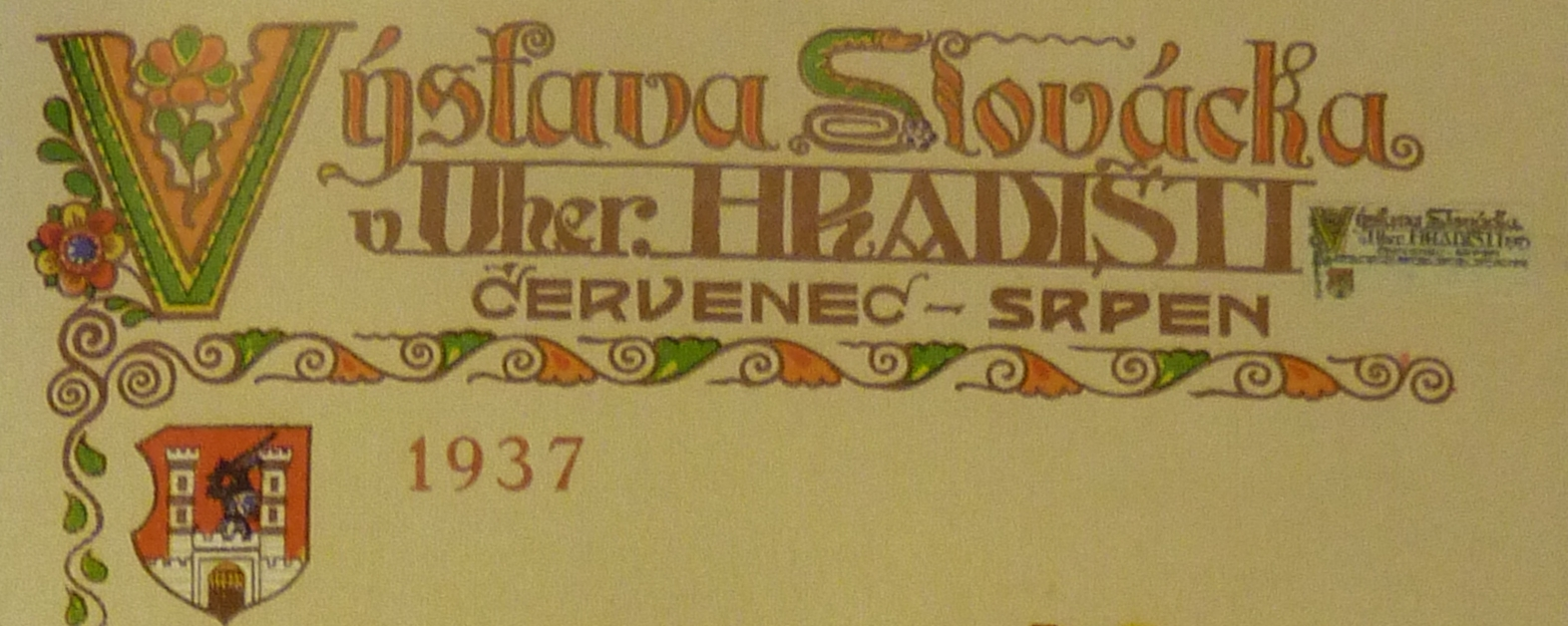
Logo výstavy – součást plakátu Mařaťanka od Joži Uprky

Ve dnech 20. června až 22. srpna 1937 proběhla v Uherském Hradišti národopisná a hospodářská Výstava Slovácka 1937. Jde o jednu z nejvýznamnějších událostí v dějinách města, která podpořila zájem o Slovácko, jeho historii a národopis mezi místními obyvateli i po celém Československu. Myšlenku uspořádání výstavy z let 1914–1915 tehdy oživilo Slovácké muzeum a podpořil je starosta Metoděj Garlík a další členové výstavního výboru. Brněnský výtvarník Adolf Roštlapil vyprojektoval areál výstaviště o 33 pavilonech, umístěného do Smetanových sadů a na území dnešního náměstí Míru. Přístavbou podle návrhu architekta Bohuslava Fuchse byla rozšířena hlavní budova Slováckého muzea a nedaleko v parku byla postavena i dodnes stojící Slovácká búda. Vystavovalo se také v budovách hradišťského nádraží, škol (gymnázium, obchodní akademie, mateřská škola, měšťanské školy), dětského domova, spořitelny a Jarošovy továrny. Expozice byla rozdělena do dvou bloků, a sice kulturně výchovného (národopisná výstava prezentující dílo Joži Uprky, celostátní výstava turistiky, lázeňství a rekreace Poznej svou vlast ad.) a hospodářského (prezentace podniků, průmyslu a zemědělství). Sjezdy a další aktivity v Uherském Hradišti pořádaly při příležitosti Výstavy Slovácka i politické strany a spolky. Záštitu nad ní převzal a 22. srpna Uherské Hradiště osobně navštívil i prezident Edvard Beneš s chotí.

#### Druhá světová válka

##### Židovská komunita

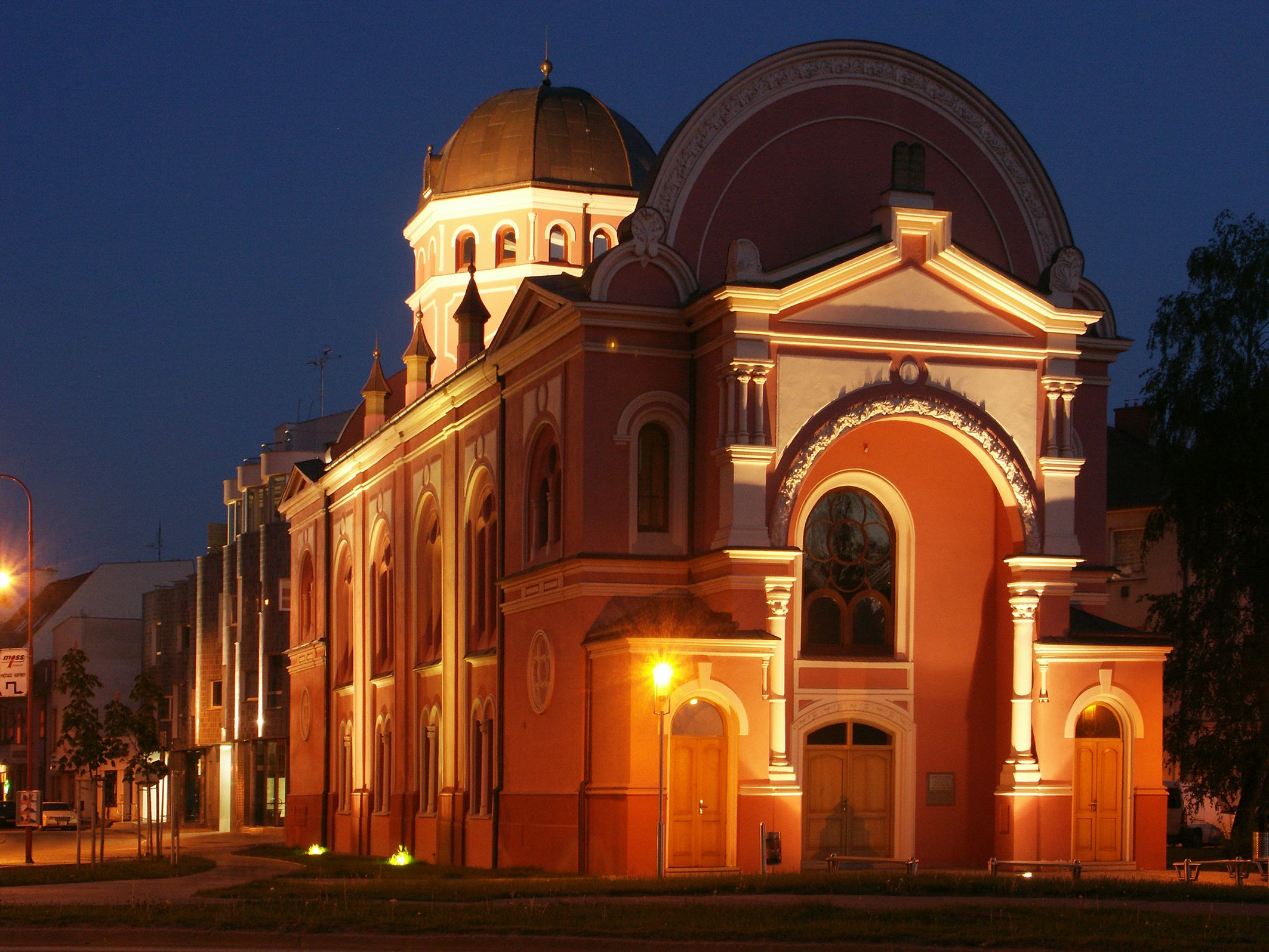
Městská knihovna Bedřicha Beneše Buchlovana bývala dříve synagogou

Vlastní ulici mají hradišťští Židé zmíněnu již roku 1342, dřívější Židovská, dnes nese název Františkánská. Za husitských válek byl zřízen vlastní hřbitov za městskými hradbami, vpravo za Staroměstskou bránou. Vyhnáni byli Židé z města poprvé v roce 1514 a odešli do okolních obcí (Uherský Brod, Uherský Ostroh a Bzenec). Vstup jim byl povolen pouze na jarmarky za 7 krejcarů. Od poloviny 18. století byl Židům zakázán vstup do města jen v neděli a o svátcích, jinak mohli do města vstoupit za poplatek 17 krejcarů. Po roce 1848 se směli Židé opět vrátit. Žilo zde 17 rodin, které měly 67 členů, a byla založena dokonce veřejná košer kuchyně. Byla povolena i spolková činnost v rámci organizace Spolek občanských záležitostí. Roku 1892 se Spolek pro občanské záležitosti pozměnil na náboženskou obec. Počátkem 80. let 19. století byl znovuobnoven starý hřbitov v Derfli, dnes Sady, a téhož roku byli zvoleni první židovští zástupci do rady města. Městská synagoga byla postavena roku 1875 za 18 tisíc zlatých v pseudomaurském slohu s rozetovým oknem a 27. září byla vysvěcena rabínem Mühmsamem z bzenecké diaspory. Byla jediným zástupcem neevropské architektury v Uherském Hradišti. Roku 1904 byla přistavěna kopule. Od počátku 20. století směly židovské děti chodit do českých škol. I přes značný rozvoj židovské obce nikdy nedosáhli Židé v Uherském Hradišti vlastní samosprávy. 7. října 1939 byl vyhotoven nacisty seznam 325 Židů žijících ve městě, následně byli odvezeni do Terezína. Po jejich transportu byl zničen i židovský hřbitov transportérem německé armády. Zachránilo se několik náhrobků, které dnes tvoří součást památníku v Sadech.

##### Protinacistický odboj
Obyvatelé Uherského Hradiště se během války zapojovali do činnosti československého protinacistického odboje. Po nacistické okupaci v březnu 1939 vzniklo ve městě na popud bývalého legionáře Františka Šlerky nejprve oblastní a poté krajské vojenské velitelství ilegální organizace Obrana národa. Buňka byla zlikvidována gestapem ve dvou vlnách v únoru 1940 a v dubnu 1941. Na její činnost navázala skupina iniciovaná západním výsadkem z operace Carbon.
Po mnichovském obsazení pohraničí a poté po obsazení druhé republiky se několik občanů z Uherského Hradiště a okolí rozhodlo bojovat proti nacismu v zahraničí. Dostali se přes Polsko do Francie, po její kapitulaci byli evakuováni od 10. května do 22. června 1940 z přístavu Le Havre do Anglie. Tam se zapojili do činností československých stíhacích perutí 310 a 312, jakož i později vytvořené bombardovací perutě 311. Do Anglie odcházeli také dobrovolníci tzv. jižní cestou přes Maďarsko do Rumunska a poté lodí z Rumunska na Blízký východ, kde již vstupovali přímo do britské armády v Palestině či Egyptě.
V noci ze 12. na 13. dubna 1944 seskočila v lese Rudníčku u Ratíškovic skupina čtyř parašutistů, účastníků operace Carbon iniciované ve Velké Británii. Velitelem této skupiny byl František Bogataj z Uherského Ostrohu, dalšími členy Josef Vanc, František Kobzík a Jaroslav Šperl (z Prahy).

Na počátku roku 1945 se v Kunovicích zformovala skupina Ovčáček, pojmenovaná dle svého zakladatele Františka Ovčáčka. Centrem jejích odbojových aktivit byla kunovická železniční stanice.

##### Pokusy o připojení Uherského Hradiště ke Slovensku
V letech 1938 až 1941 probíhalo několik pokusů o připojení Slovácka, na kterém Uherské Hradiště leží, ke Slovensku. Úvahy o odtržení Slovácka se na Slovensku a na Moravě objevily v blízké době po Mnichovu. Na protějším břehu Moravy se jimi vážně zaobíral pozdější slovenský premiér Vojtech Tuka (prezident Jozef Tiso byl k Moravanům nedůvěřivý), vedoucí propagandy Šaňo Mach, ministr obrany Ferdinand Čatloš a zprvopočátku zejména vlivný „ľuďák“ Karol Sidor. Propaganda uvažovala území Slovácka za oblast obývanou zahraničními Slováky a argumentace sahala až k Velkomoravské říši, tedy prvnímu slovenskému státu. Veľké Slovensko byla politická koncepce připojení území Moravského Slovácka a později i dalšího území východní Moravy ke Slovenskému státu.

##### Rudá armáda
Rozkazem protektora K. H. Franka z 21. dubna 1945 se okresy Olomouc, Litovel a Prostějov dostaly do tzv. bojového pásma skupiny armád Mitte a tedy do kompetence vojenských velitelů. Tento rozkaz zároveň umožnil daleko ostřejší zásahy jak proti partyzánům tak proti českému odboji, což vedlo k vypálení vsi Javoříčko.

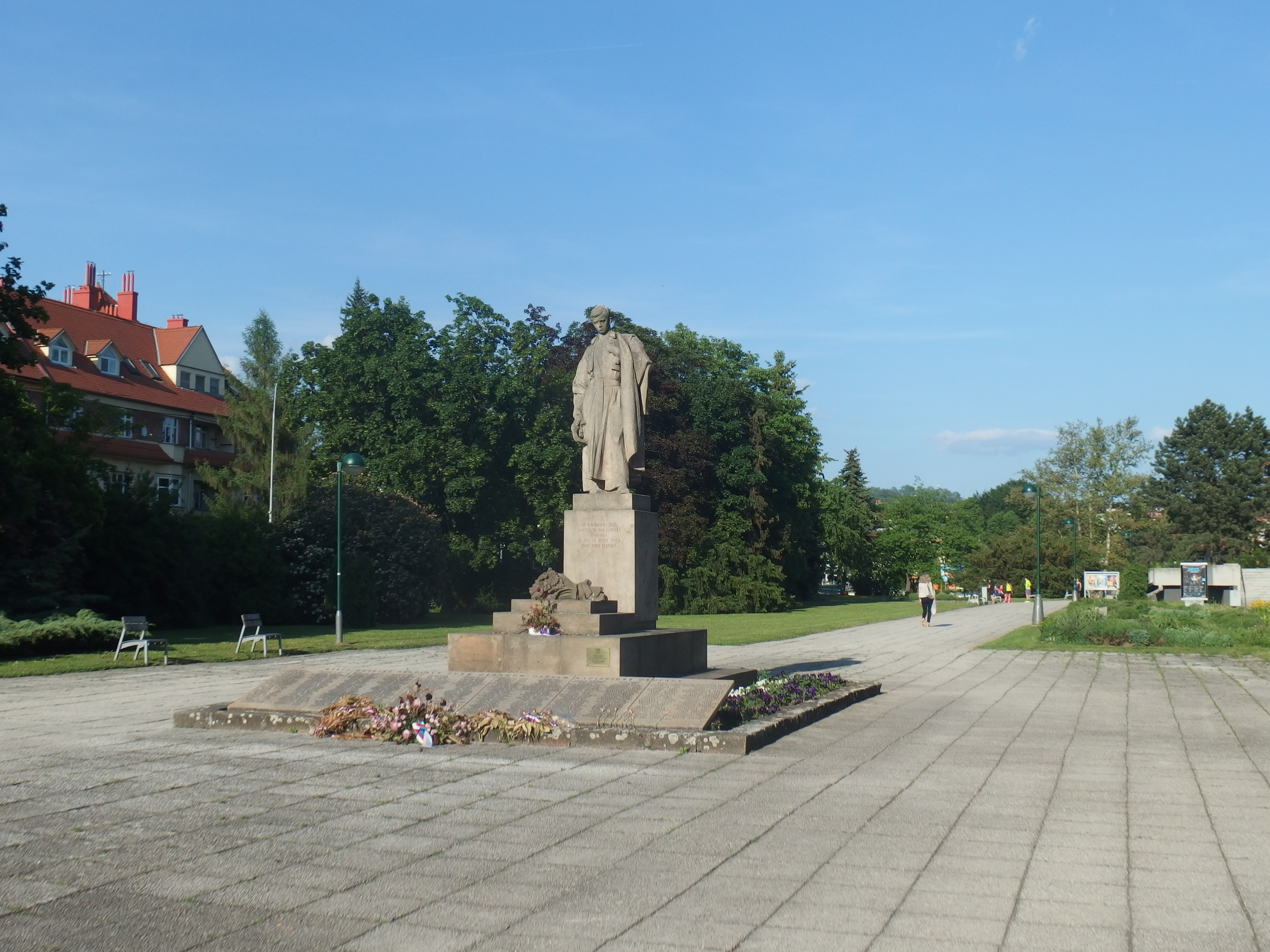
Pomník rudoarmějcům a obětem nacismu na náměstí Míru

Na Moravu vstoupila Rudá armáda v dubnu roku 1945 a již 5. dubna dosáhla řeky Moravy. První kroky na moravské půdě byly provázeny urputnými boji a značnými lidskými ztrátami. V době od 5. do 15. dubna uskutečnila sovětská vojska přechod přes řeku Moravu. Nejúpornější boje byly svedeny o vstupní bránu na jižní Moravu, o ves Lanžhot a město Hodonín. Na jihovýchodní Moravu vstoupila Rudá armáda jednotkami 2. ukrajinského frontu, jenž vedl maršál R. J. Malinovskij v souvislosti s vídeňskou operací. K zajištění vídeňského směru uskutečnilo pravé křídlo frontu předposlední operaci na českém území, kterou byla operace bratislavsko-brněnská. V první fázi operace byla dne 4. dubna osvobozena Bratislava, ve druhé fázi, 26. dubna, Brno. Německým vojskům hrozilo na jihovýchodní Moravě obklíčení, byla proto přijata opatření ARLZ, což byla politika spálené země (zkratka ARLZ znamenala: A – Auflockerung = uvolnění; R – Räumung = vyklizení; L – Lähmung = ochromení; Z – Zerstörung = zničení). Dne 28. dubna 1945 došlo na jih od linie Otrokovice – Valašské Klobouky ke zničení tratě Trenčianska Teplá – Valašské Klobouky, tratě Uherské Hradiště – Otrokovice a Zlín – Vizovice. Tuto destrukci prováděly jednotky armád „Mitte“, které disponovaly speciálními železničními vlaky. Jeden se pohyboval na trati Uherský Brod – Bojkovice – Valašské Klobouky – Vsetín. Zcela zničen byl také vodní jez ve Spytihněvi, který mohl sloužit sovětským jednotkám k přechodu přes řeku Moravu, zničen most na trati Uherské Hradiště – Staré Město. Bojů 4. ukrajinského frontu na ostravsko-moravském směru, který vedl maršál A. I. Jeremenko, se zúčastnili tankisté a letci 1. čs. armádního sboru v Sovětském svazu. Město bylo osvobozeno 30. dubna 1945 Rudou a rumunskou armádou. Podolí bylo osvobozeno již 27. dubna 1945 Rumuny.

##### Památník
V roce 1957 byl vytvořen válečný památník se sochou šohaje ve slováckém kroji na náměstí Míru (autor Jan Habarta starší), věnovaný Rudé armádě a nesoucí informaci o počtu padlých Rudoarmějců. Po roce 1989 byly přidány pamětní desky také se jmény místních obětí nacismu. V roce 2010 byl na Zeleném náměstí v prostoru bývalých kasáren odhalen nový památník příslušníkům protinacistického odboje Obrana národa ve tvaru vojenské přilby. Vytvořil ho akademický sochař Zdeněk Tománek a občané uctívají památku odbojářů jeho obcházením při čtení pamětního nápisu.

#### 1945–1989

##### Obnovená republika a nástup komunismu
Po obnově Československa v roce 1945 došlo na základě Benešových dekretů ke konfiskaci majetku, na Uherskohradišťsku převážně rodu Logothetti ze zámku v Bílovicích a rodu Berchtoldů z buchlovického panství. Součástí majetku zabaveného v Bílovicích byly i obrazy Josefa Mánesa, které se dostaly do pražské Národní galerie a jejich část zakoupil MUDr. R. Tománek z Uherského Hradiště, který je později daroval Slováckému muzeu, kde se nacházejí dodnes. Obraz Veruny Čudové v městském oblečení si jeho syn údajně vzal s sebou do Kanady. Známý je také obraz, kde je vyobrazena ve slováckém kroji.
Krátce po druhé světové válce bylo v Uherském Hradišti založeno Slovácké divadlo. První sezónu zahájilo 10. října 1945 hrou Gabriely Preissové Její pastorkyňa. V sezóně 1957–58 v divadle působila Jana Werichová. V 60. letech se v souvislosti s otevřením nového divadla v Gottwaldově uvažovalo dokonce o zrušení souboru, Slovácké divadlo se tím stalo nejmenší scénou v zemi a působilo jen v regionu. Od sezóny 1969–1970 se opět rozšířilo.

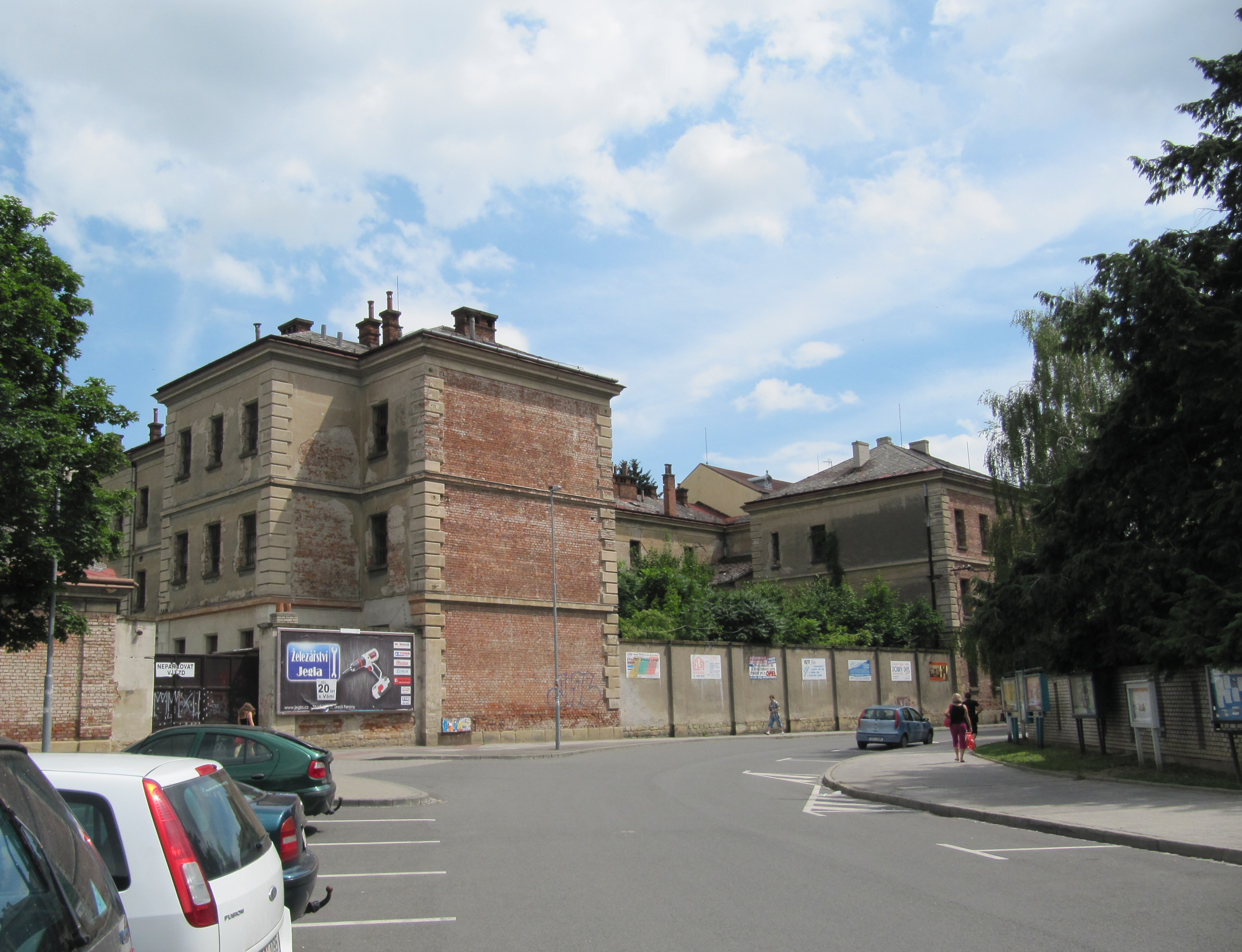
Věznice v Uherském Hradišti známá procesy s odpůrci komunistického režimu

Po roce 1948 se stala hradišťská věznice, za války využívaná gestapem, opět místem mučení politické opozice i lidí zcela nevinných. Rada vyšetřovatelů, jejímiž členy byli např. Alois Grebeníček, Antonín Višinka, Miroslav Holub a Karel Bláha, proslula svoji krutostí. Většina z nich pocházela z Uherskohradišťska a jednalo se většinou o nekvalifikované osoby s nízkým vzděláním, ačkoliv uplatnění zde nalezli i lidé vyškolení v Sovětském svazu u NKVD. Po pádu komunismu byl dne 9. října 1993 vedle bývalé věznice na Palackého náměstí odhalen pomník jeho obětem, jehož hlavním iniciátorem byl předseda uherskobrodské pobočky Konfederace politických vězňů Miroslav Minks.

##### 1. fáze komunismu 1950–1969
V 50. letech došlo ke snahám na změnu názvu na Slovácké Hradiště, což bylo veřejností zamítnuto. V roce 1953 pořádal ve Slováckém muzeu výstavu ke stému výročí vydání Kytice Bedřich Beneš Buchlovan. Roku 1954 dorazil v souvislosti se Strážnickými slavnostmi na neoficiální návštěvu města prezident Antonín Zápotocký. V roce 1957 se uskutečnily rozsáhlé oslavy u příležitosti výročí založení města, dodnes zbyl na dlažbě u knihkupectví Portál na Masarykově náměstí nápis 1257–1957. V letech 1950 až 1960 Uherské Hradiště zahrnovalo i obce Kunovice a Staré Město.[zdroj?]

###### Architektura a Sorela

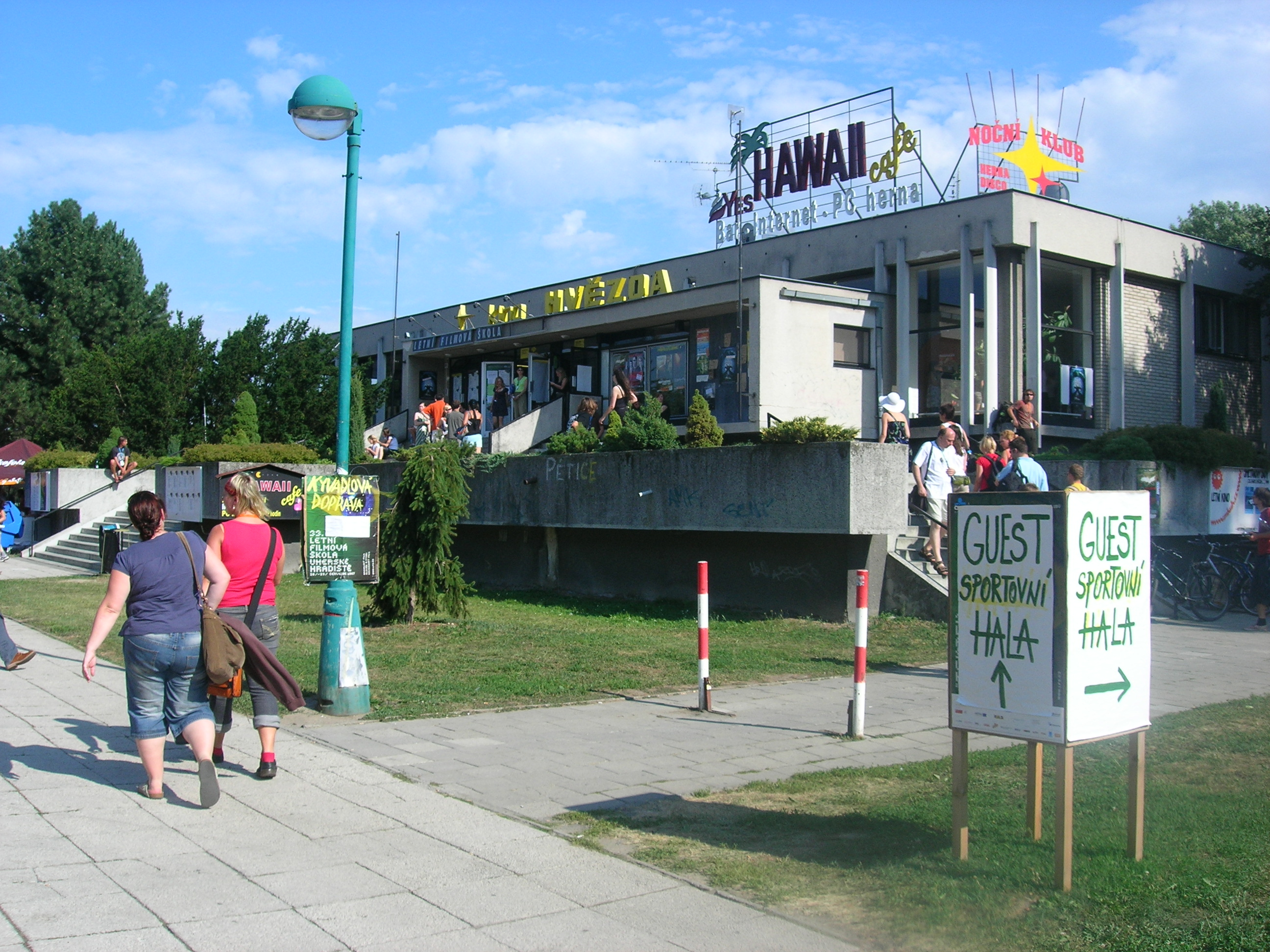
Kino Hvězda během Letní filmové školy (fotografie před rekonstrukcí)

- Mojmír I.: první socialistické sídliště podle moskevského vzoru nese název Mojmír I., ulice nesou jména slavných husitů: Prokop Holý, Jan Žižka a Petr Chelčický. Jedná se o architekturu s typickými znaky socialistického realismu – sorely, např. velmi malá okna, která se využijí v Moskvě, ale v UH nemají opodstatnění (zimní teplota v Moskvě: −36 °C, průměrná roční teplota: + 4,50 °C v Uherském Hradišti: + 8 °C), anachronismy: sedlová stodolová střecha, dekorativní prvky. Sídliště Mojmír I zachraňuje jeho urbanistická skladba navržená netypicky do půlkruhu a množství zeleně.
- Kasárna československé lidové armády, dnes již zrušena. Zajímavá fasáda spojující lidové motivy a válečnou historii.
- Bytové domy na Velehradské třídě.
- Učiliště podniku MESIT v prostorách „Za Alejí“. Kvalitní symetrie budov.
- Neofunkcionalistické kino Hvězda z roku 1967 (architekt Zdeněk Michal). Jedná se o typizovanou stavbu; podobná je i v Přerově (kino Hvězda) a v Prostějově (kino Metro). Navrženo současně jako protiatomový kryt.

###### Rok 1968, invaze do Československa
Při událostech v srpnu roku 1968, kdy došlo k okupaci země armádami Varšavské smlouvy s výjimkou Rumunska, zahynul jeden sovětský voják.

##### 2. fáze komunismu 1970–1989 (tzv. normalizace)

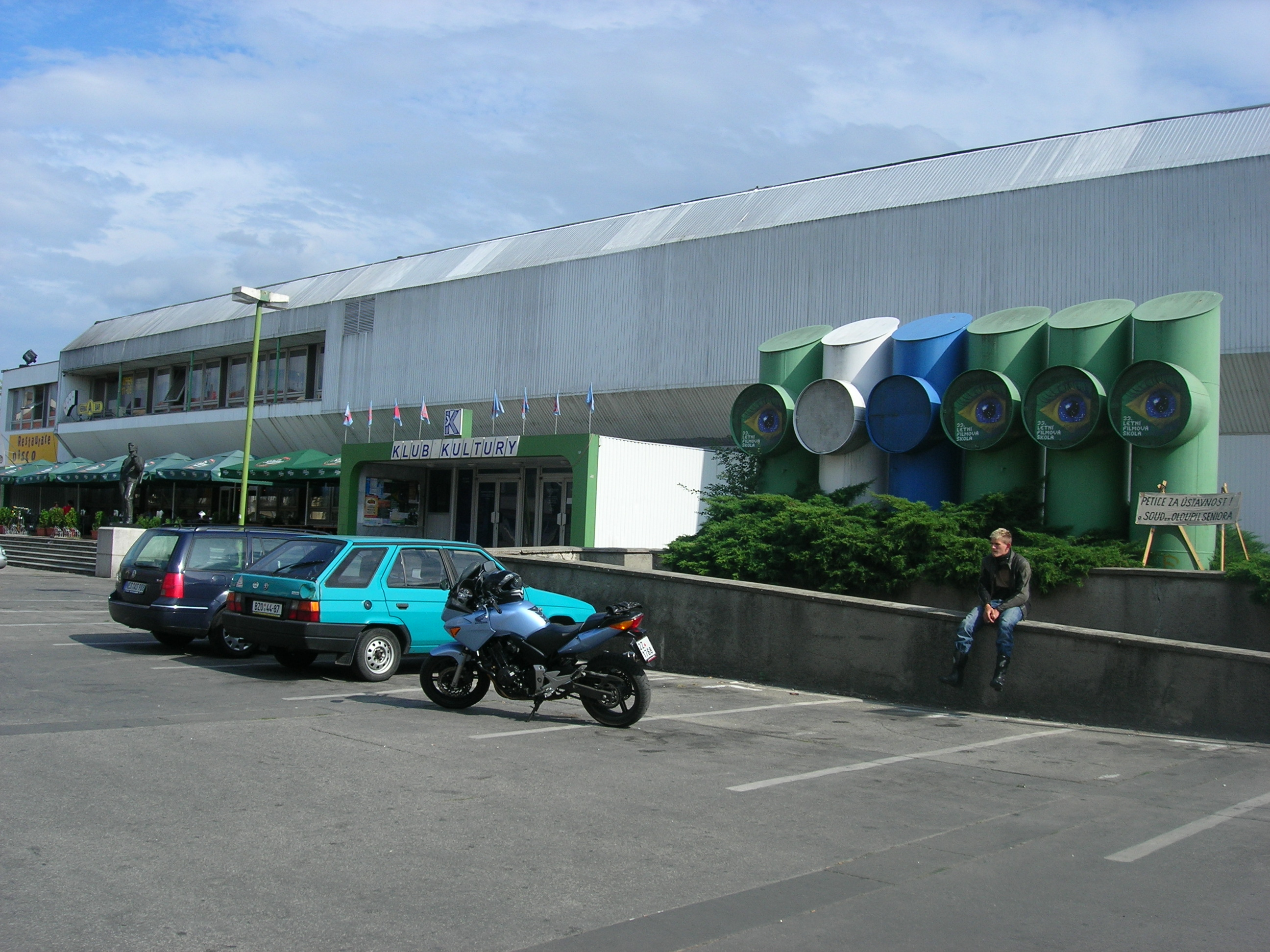
Klub kultury před přestavbou

Ekonomika města Zlína (tehdy Gottwaldova), byla postavena nejen na spotřebním průmyslu – Svit n. p., ale i rozvoji strojírenství (ZPS n. p.) a rozvoji gumárenského průmyslu (Otrokovice) – Barum RŘ n. p., dnes Continental, také i na rozvoji Pozemních staveb – PSG a Průmyslových staveb – po roce 1990 zrušen bez likvidace; majetek rozdělen mezi nástupnické firmy. V této době dostalo město Uherské Hradiště novou perspektivu stát se centrem regionu. V letech 1971–1990 bylo Uherské Hradiště spojeno v jeden celek s obcemi Kunovice a Staré Město. Vznikl dlouhodobý plán na vytvoření centra kraje s aglomerací pro 70 000 obyvatel. Došlo k rozvoji průmyslu textilního, leteckého a konzervárenského. Plánovalo se zavedení trolejbusové dopravy. Vybudování unifikovaných sídlišť Mojmír II. a později sídliště Východ. Projekty pocházely z anonymních stavebních kanceláří.
- Sídliště Východ z urbanistického hlediska je nevhodně umístěno na větrném kopci, v jinak rovinatém terénu. Je tedy odkudkoliv patrný jeho deficit v požadavcích na pohledovost, navíc jeho stavby stojí v cestě proudění vzduchu, dokonce snad jako ironie stavitelů nese jedna z ulic název „Větrná“.
- Socialistické školy na svoji dobu nadstandardně vybaveny, 5. ZŠ dnes škola „Za alejí“ byla např. vybavena vlastním bazénem a jídelnou budovanou podle měřítek socialistické restaurace II. kategorie, podobně škola na sídlišti Východ, ve Starém Městě atd. Městu se podařilo realizovat novou budovu gymnázia.
- Další realizace veřejných staveb: V této době se realizoval plavecký a zimní stadion, nové autobusové nádraží a divácká tribuna týmu FC Slovácká Slavia. Nezrealizovala se trolejbusová doprava ani plánovaný obchvat města. Došlo však k realizaci kontroverzních staveb jako je velmi neekonomický a plastový „Klub pracujících“, dnes Klub kultury, a nevzhledná „Výšková budova policie“ na Velehradské třídě, která musela být po oproti svému plánu snížena rozdělením na dvě části. Celý návrh vypracovalo projekční oddělení vojenských staveb.[27]

Rok 1984 poznamenala tragédie v národním podniku MESIT, kde zřícení části výrobní haly a třípatrové budovy uvěznilo v troskách 38 lidí a zavinilo smrt 18 osob a zranění čtyř desítek dalších. V dubnu roku 1987 při návštěvě ČSSR navštívil Uherské Hradiště tehdejší vůdce Sovětského svazu Michail Gorbačov a prohlédl si letecký průmysl v Kunovicích.

#### Město po roce 1989

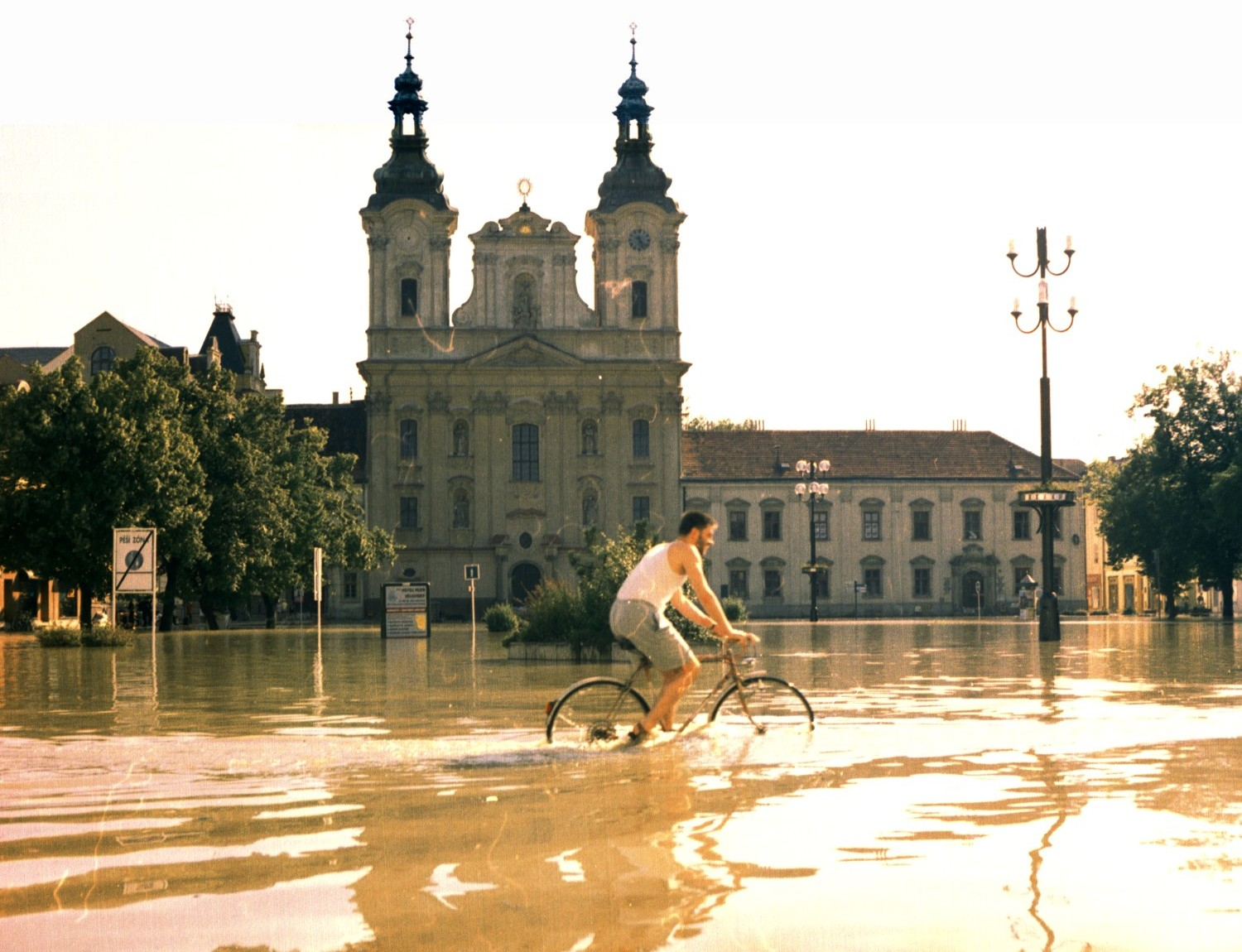
Povodeň 1997: Cyklista projíždí po zaplaveném Masarykově náměstí.

V listopadu 1989 se město zapojilo do tzv. sametové revoluce, vznikla pobočka Občanského fóra a 27. listopadu 1989 od 12 do 14 hodin se obyvatelé zapojili do generální stávky pod heslem Konec vlády jedné strany. Po následujících politických změnách byla zrušena či přeměněna řada institucí – asi nejvýraznější změnou je nastěhování Střední zdravotnické školy do bývalé budovy KSČ v roce 1991. V roce 1992 město navštívil československý prezident a někdejší disident Václav Havel. Koncem 90. let došlo k přestavbě budovy pošty na Masarykově náměstí, návrat k estetické úrovni dřívějších časů byl však z ekonomického hlediska prakticky nemožný. Estetický úpadek z dob komunistického režimu byl patrný na stavbách jako „Klub pracujících“ či „Výšková budova policie“ na Velehradské třídě a pokračoval i nadále v podobě likvidace interiéru budovy spořitelny od Bohuslava Fuchse či chátráním městských lázní z dílny téhož architekta.
V létě roku 1997 zasáhla město velká povodeň, která způsobila ve městě značné škody a Uherské Hradiště po ní patřilo k jedním z nejpostiženějších měst. Následkem popovodňové obnovy se ale do oblasti také poprvé od roku 1937 (Liebschnerův pavilon) opět vrátila kvalitní architektura – bytový dům s atriem v Luční čtvrti ve Starém Městě z dílny brněnských architektů Gustava Křivinky a Aleše Buriana.
Snahu některých obyvatel místní části Jarošov o odtržení se od města podpořilo v místním referendu konaném 22. září 2012 pouze 23 % oprávněných voličů.

## Samospráva
Po komunálních volbách v roce 2014 byl starostou zvolen Stanislav Blaha (ODS). Ten byl do této funkce opětovně zvolen i po komunálních volbách v roce 2018.

## Školství
Úroveň školství ve spíše provinčním městě Uherském Hradišti a celém kraji poprvé zvedlo jezuitské gymnázium, které bylo otevřeno v roce 1644, bezprostředně po příchodu jezuitského řádu do města. To zde působilo až do zrušení řádu v roce 1773. Určeno bylo pouze chlapcům. Zároveň s ním fungovala ve městě do roku 1776 farní škola pro chlapce i dívky, která se však potýkala s vleklými problémy.
Rozhodnutím z roku 1776 vznikla ve městě chlapecká hlavní škola a dívčí triviální škola. Tyto školy se dočkaly dalšího rozšiřování ke konci 19. století a byly přístupné českým dětem.
Německy mluvící mládež mohla od roku 1854 pokračovat ve vzdělávání na německé nižší reálné škole, z níž v roce 1864 vzniklo německé reálné gymnázium. Od roku 1869 sídlilo v nově vystavěné budově v bývalé jezuitské zahradě.
V roce 1884 vzniklo v Uherském Hradišti gymnázium s vyučovacím jazykem českým, které se tak stalo nejstarší českou střední školou na celém Slovácku.
Z odborných škol byla v roce 1885 otevřena česká živnostenská škola pokračovací a v roce 1902 dvouletá obchodní škola, z níž se v letech 1918/1919 utvořila Obchodní akademie Uherské Hradiště, první škola svého druhu na jižní Moravě, jež převzala budovu německého gymnázia.
V současnosti v Uherském Hradišti vedle několika základních a mateřských škol a základní umělecké školy působí gymnázium a několik odborných středních škol (průmyslová, hotelová, zdravotnická, uměleckoprůmyslová, obchodní, služeb ad.). Z vysokého školství sídlí v Uherském Hradišti Fakulta logistiky a krizového řízení zlínské Univerzity Tomáše Bati a ve stejném areálu na Studentském náměstí (bývalá kasárna) také soukromá Fakulta veřejnosprávních a ekonomických studií v Uherském Hradišti spadající pod Vysokou školu Jagiellonskou v polské Toruni.

## Doprava

### Železniční doprava

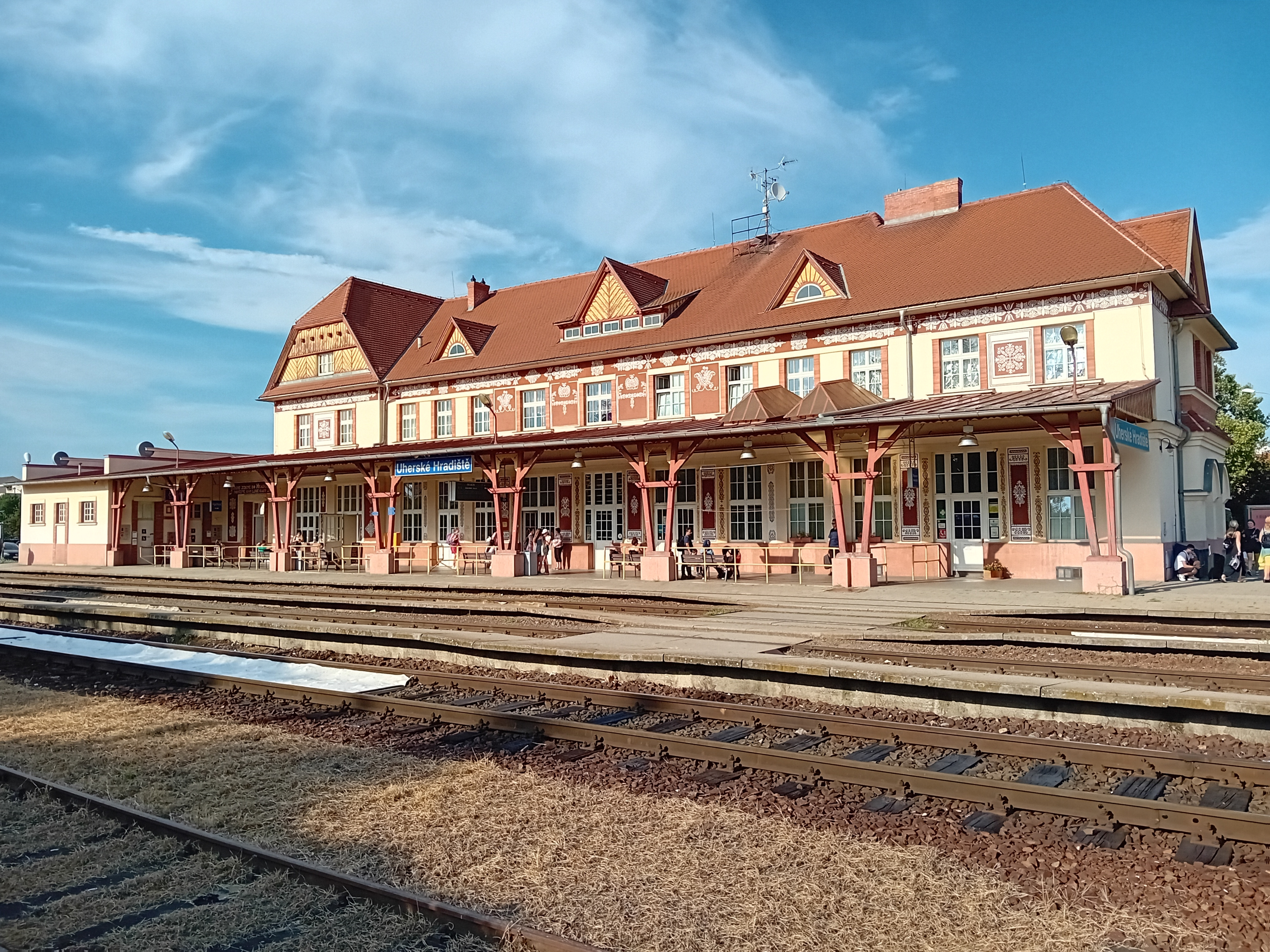
Železniční stanice Uherské Hradiště

První vlak dorazil do Uherského Hradiště 27. března 1841 od Břeclavi. Stanice „Ungarisch Hradisch“ Severní dráhy císaře Ferdinanda, první parostrojní železnice v českých zemích, byla vybudována ve Starém Městě, které tehdy bylo součástí města (dnešní stanice „Staré Město u Uherského Hradiště“), aby železnice nemusela procházet historickým centrem. V souvislosti s budováním východní větve Českomoravské transverzální dráhy, tzv. Vlárské dráhy, byl 1. dubna 1883 zahájen provoz na lokální dráze ze Starého Města přes centrum Uherského Hradiště do Uherského Brodu, v roce 1887 v Kunovicích napojené na Kyjov a Brno. Tak se železniční stanice Uherské Hradiště ocitla na tzv. „provizorní spojce“ mezi stanicemi Kunovice a Staré Město u Uherského Hradiště.
Od reorganizace tratí v roce 2001 je Uherské Hradiště koncovou stanicí trati 340 (Brno – Uherské Hradiště) a prochází jím trať 341 (Staré Město u Uherského Hradiště – Vlárský průsmyk). Budova vlakového nádraží od architekta Karla Dvořáka, vyzdobená typickými slováckými motivy od Rozky Falešníkové z Tasova, pochází z roku 1930. V roce 2011 byla v hlasování sdružení Asociace Entente Florale CZ – Souznění zvolena nejkrásnějším nádražím České republiky. Předcházela tomu rekonstrukce budovy provedená v roce 2004, kterou město ocenilo titulem Stavba roku. Vedle stanice Uherské Hradiště se na dnešním území města nachází ještě železniční zastávka Vésky a bezprostředně za hranicí katastru místní části Sady leží železniční stanice Kunovice. Vlaky EuroCity do Rakouska, Polska a na Slovensko zastavují ve stanici Staré Město u Uherského Hradiště.

### Autobusová doprava

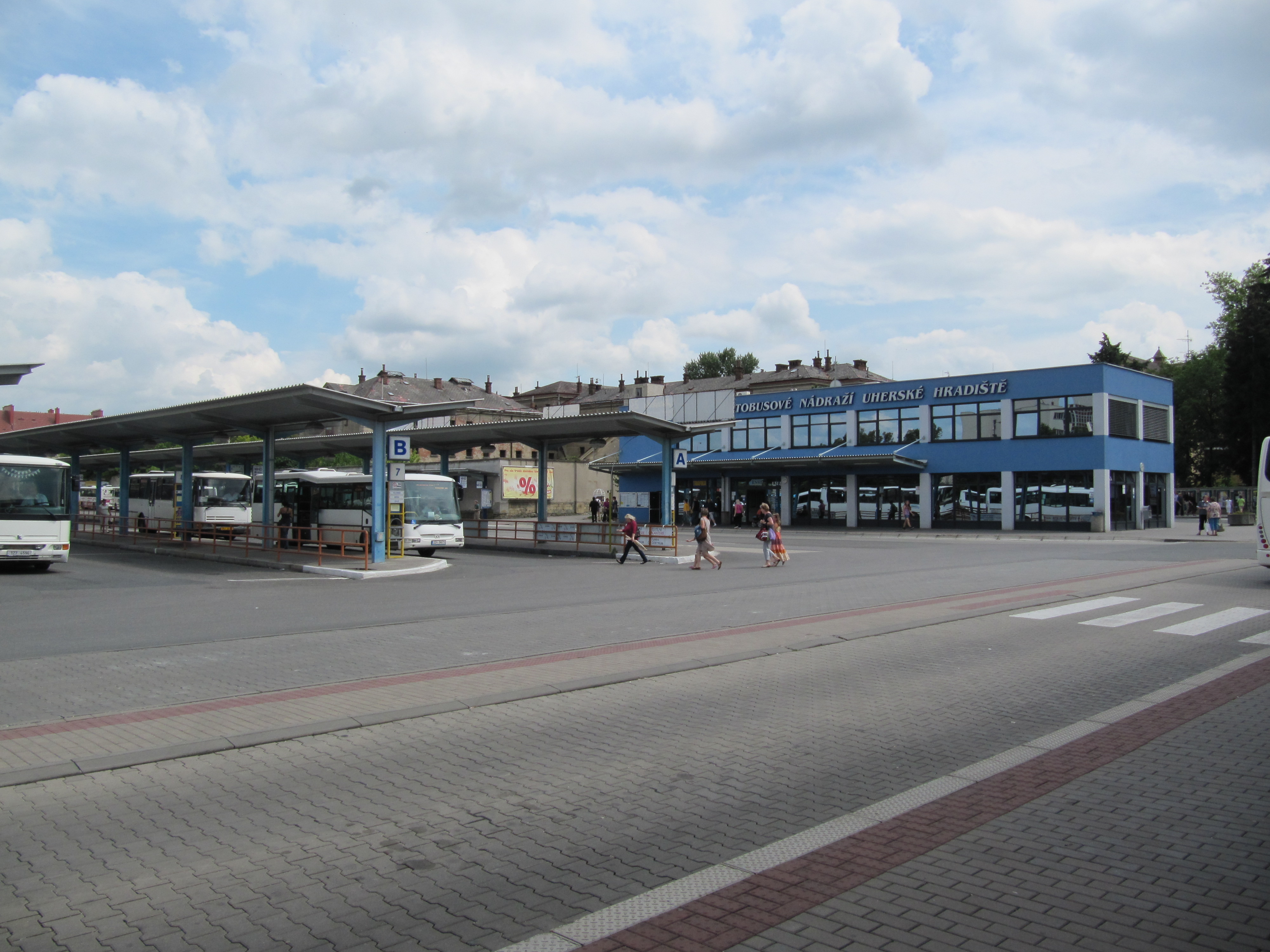
Autobusové nádraží Uherské Hradiště

Provozovatelem MHD v Uherském Hradišti je ČSAD BUS Uherské Hradiště a.s.
Městská autobusová doprava v Uherském Hradišti má 8 linek a obsluhuje i město Kunovice. V minulosti zahrnovala i Staré Město, ale dnes pouze zajíždí do jedné zastávky na jeho území (Obchodní zóna). Linky MHD zajišťují spojení některých městských sídlišť a přilehlých městských částí převážně s autobusovým nádražím, částečně také s železniční stanicí, nemocnicí, školami, obchody, průmyslovými podniky a městským hřbitovem. V pracovní dny jsou intervaly jednotlivých linek přibližně 60 minut, ve špičce 15-30 minut. O víkendu je však obslužnost podstatně horší. Spoje MHD jsou po území města doplňovány také regionálními linkami. Od 3. března 2024 jezdí v souměstí Uherské Hradiště – Kunovice – Staré Město nová krajská linka 300, která zaplnila prázdné místo po dříve zrušené lince 1.
Od roku 2004 jsou pořizovány pouze nízkopodlažní nebo částečně nízkopodlažní autobusy, od roku 2014 výlučně klimatizované. V roce 2018 pořídil dopravce 2 moderní autobusy na CNG a 2 elektrobusy.
Dnes zajišťuje MHD v Uherském Hradišti a Kunovicích 14 alespoň částečně nízkopodlažních autobusů, z toho 3 autobusy jsou záložní vozidla. Do autobusů se nastupuje vždy předními dveřmi. Cena jednotlivého jízdného je 15 (resp. 7) Kč, přestupní do 45 minut. Jízdné se platí u řidiče, a to jak v hotovosti, tak i bezhotovostně platební kartou nebo krajskou kartou Zetka (resp. ODISka). Pravidelní cestující využívají časových jízdenek na čipové kartě Zetka. Od 1. 7. 2024 lze k nákupu jízdenky taktéž využít mobilní aplikaci FAIRTIQ.
Od 1. 2. 2025 došlo k zásadní revoluci v systému MHD Uherské Hradiště v podobě zcela nového vedení linek, které znamenalo lepší propojí různé části města, navýšení objemu dopravy, obsloužení nových zastávek a nástupu všemi dveřmi. Novou MHD v Uherském Hradišti zajišťuje dopravce Znojemská dopravní společnost Psota, s.r.o. a již neobsluhuje město Kunovice s výjimkou účelových spojů.  Interval hlavních linek je stále 30-60 minut, ale díky delším trasám má každá oblast spojení do centra po nejhůře 30 minutách, s dodatečnými linkami na nová přímá spojení mimo centrum (např. Mařatice - Vésky).

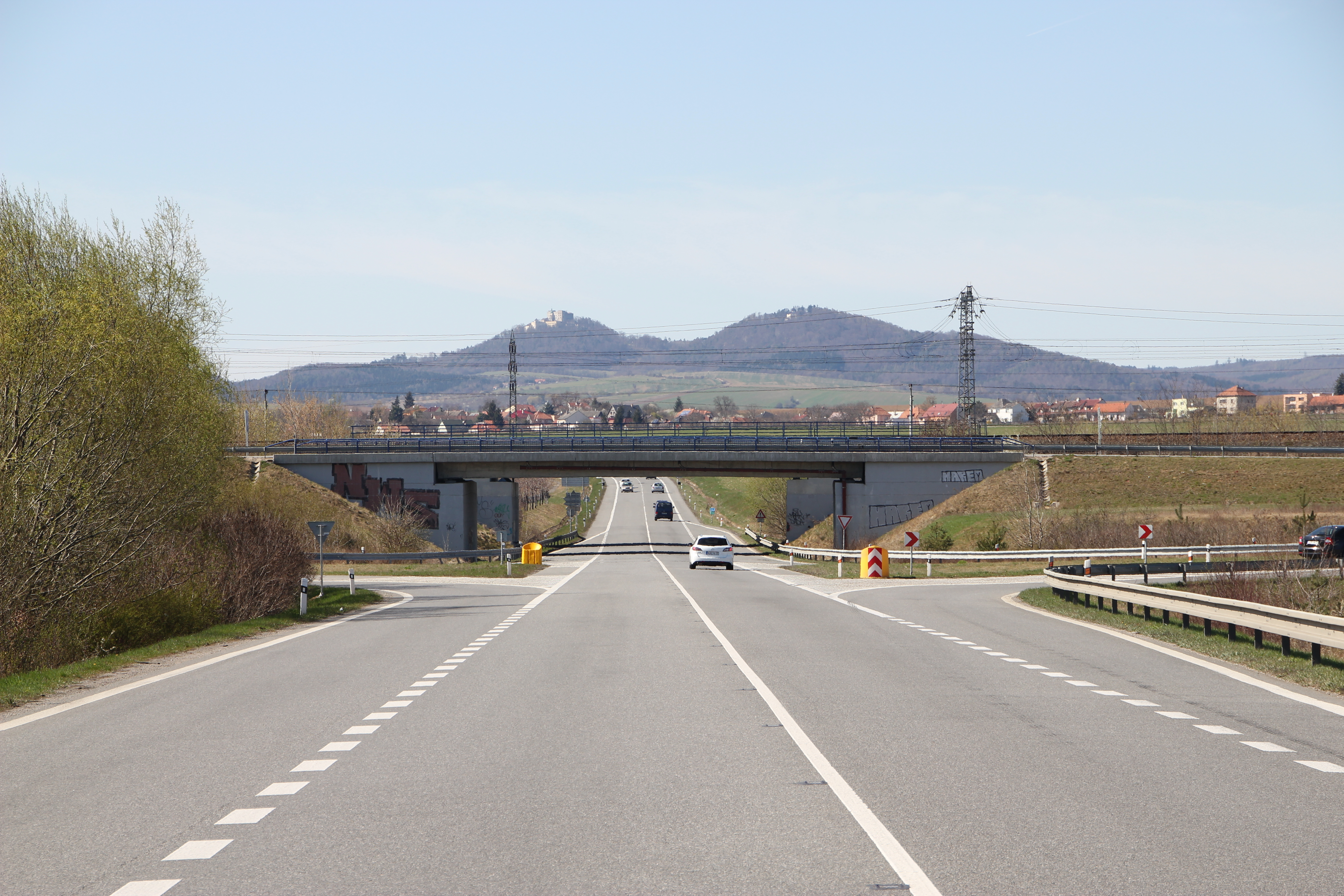
Silniční obchvat uherskohradišťské aglomerace s podjezdem železničního koridoru a panoramatem Chřibů

### Silniční doprava
Dne 27. září 2004 byl po stavebních pracích probíhajících od roku 1998 otevřen kompletní obchvat města (6,851 km dlouhá přeložka silnice I/50 spojující Brno a Trenčín). Začíná na západě jižně pod obcí Zlechov, podchází železniční trať Přerov–Břeclav, poté mostem délky 138 m překračuje řeku Moravu, za ním jižně obchází lokalitu Kunovského lesa a vede dále ke Kunovicím, kde unikátní estakádou (svou délkou 1012 m se v době otevření stala nejdelším mostním objektem na silniční síti v České republice) překračuje železniční trať Brno – Trenčianská Teplá a původní silnici I/50 a poté se napojuje na jiný již vybudovaný pokračující úsek Kunovice–Vésky (1998–2003). Obchvat Uherského Hradiště získal cenu hejtmana a čestné uznání v soutěži Stavba roku Zlínského kraje 2004, estakáda pak v roce 2006 od ministra dopravy ocenění Mostní dílo roku 2004.
V prosinci roku 2024 došlo ke zprovoznění úseku dálnice D55 z Babic do Bzence, což výrazně urychlí cestování z Uherskohradišťska do Rakouska a na Slovensko a uleví obcím ležícím na silnici I/55 od tranzitní dopravy.

## Kultura

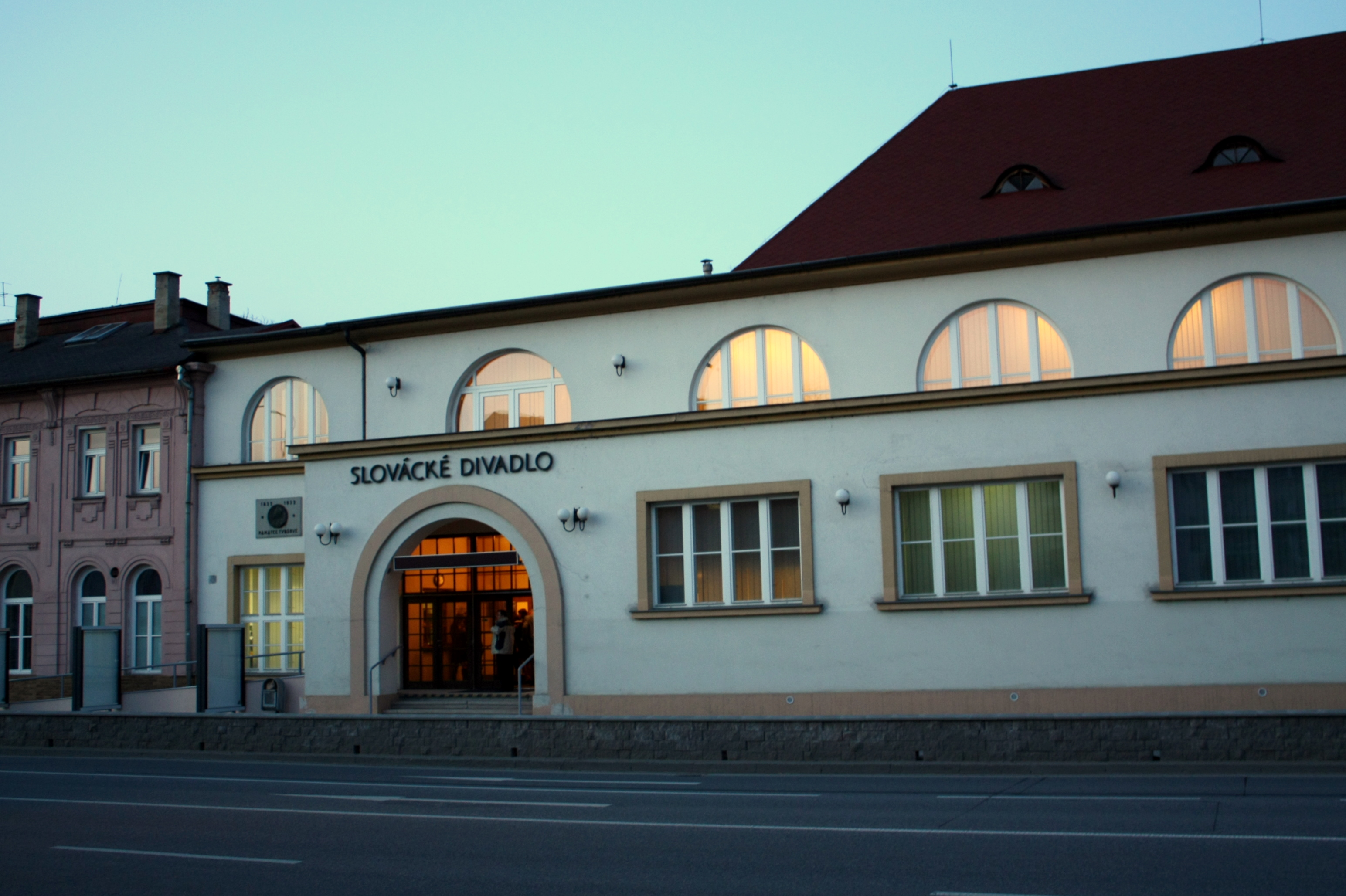
Slovácké divadlo

Město provozuje prostřednictvím Klubu kultury sedm kulturních domů (Klub kultury, Reduta, Slovácká búda, MKZ Mařatice, MKZ Sady, MKZ Vésky, MKZ Míkovice), což je v kontextu celé republiky nebývalý počet. V Uherském Hradišti je rovněž kino (kino Hvězda). Působí zde tři divadla: plně profesionální Slovácké divadlo, poloprofesionální Hoffmanovo divadlo a amatérské SKI Vésky. Možnost navštívení stálé i dočasných výstav o městě a regionu nabízí Slovácké muzeum a od roku 2013 má v Uherském Hradišti svou pobočku – Centrum slovanské archeologie – i Moravské zemské muzeum. Každoročně se zde také koná celostátně proslulá přehlídka filmů Letní filmová škola. Město hostí jednu z největších folklorních akcí České republiky – Slovácké slavnosti vína a otevřených památek. Sídlí zde regionální deníky Slovácké noviny, Dobrý den s Kurýrem atd. Ve městě působí přes 35 kulturně orientovaných spolků. Mezi nejvýznamnější patří folklorní soubory Hradišťan, Kunovjan, Cifra, CM Jaroslava Čecha, Burčáci, Hradišťánek a řada dalších.

### Moderní architektura

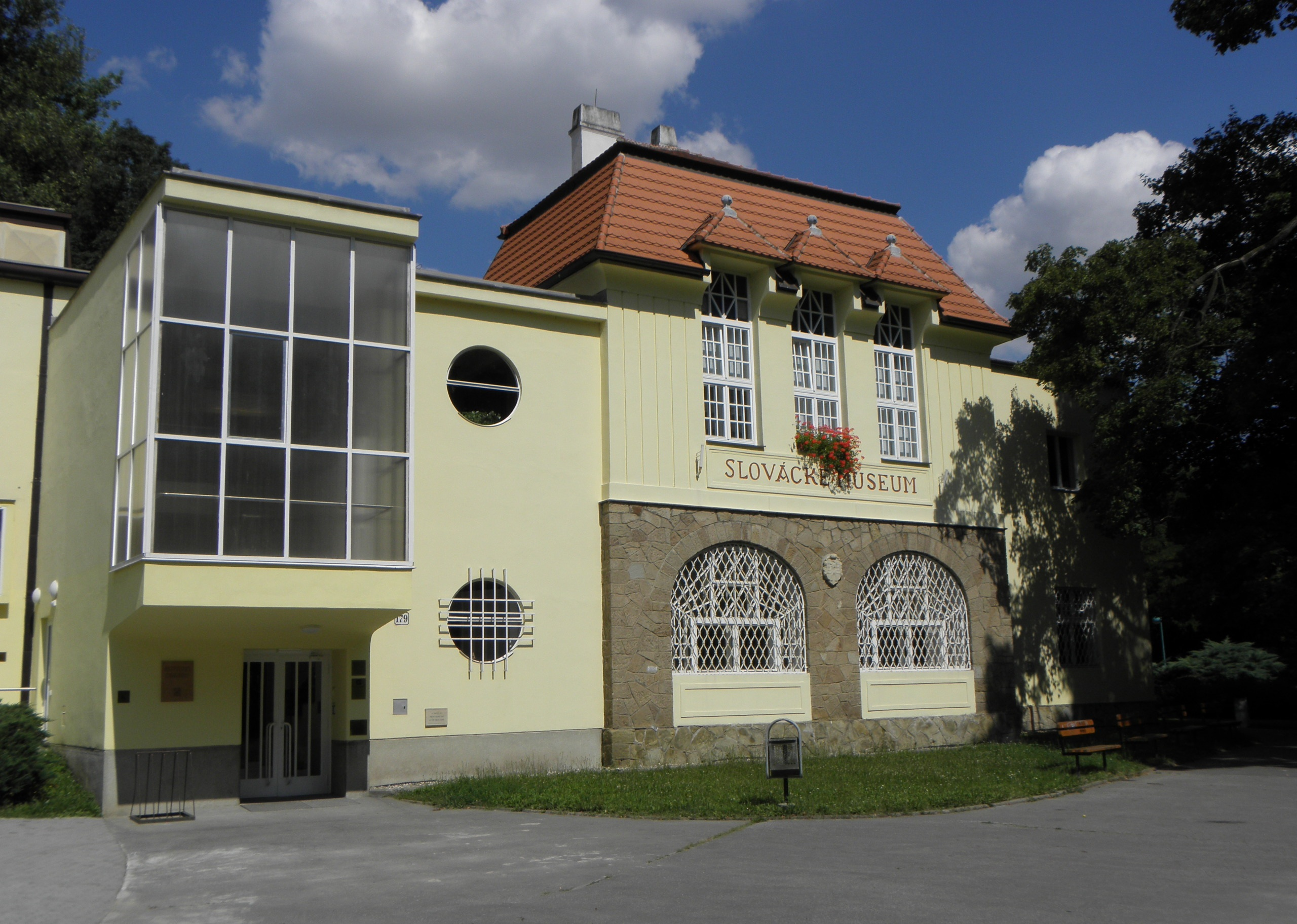
Hlavní budova Slováckého muzea (autor Bohuslav Fuchs)

Svým působením pozměnili tvář města architekti jako:
- Vladimír Zákrejs – rondokubismus.
- Bohuslav Fuchs – stavby v pojetí funkcionalismu: Městské lázně, budova spořitelny původně salon firmy Auto Praga, Slovácké muzeum.
- Adolf Liebschner – přední funkcionalistický architekt z Brna, který postavil infekční pavilon v prostorách nemocnice. Rekonstrukce tohoto izolačního pavilonu, kde se v meziválečném období léčila např. tuberkulóza, se podařilo zrekonstruovat až po vyjmutí ze seznamu kulturních památek, a to s řadou nevratných přestaveb na fasádě (např. zrušení horizontálního balkonu po celé délce budovy). Došlo k přebudování celého interiéru podle dnešních potřeb.[46]
- Josef Schaniak – uherskohradišťský architekt, autor staré budovy gymnázia, tzv. Schaniakových domů v dnešní ulici Jana Lucemburského a divadla v Luhačovicích.
- Zdeněk Michal – realizace typizovaného projektu (kino Hvězda).
- Gustav Křivinka a Aleš Burian – brněnští architekti, kteří vytvořili v roce 2000 povodňový bytový dům v Luční čtvrti s atriem, oceněný řadou architektonických cen.
- Augustin Sedlář – funkcionalistická stavba veslařského klubu u řeky Moravy z roku 1929.

### Památky

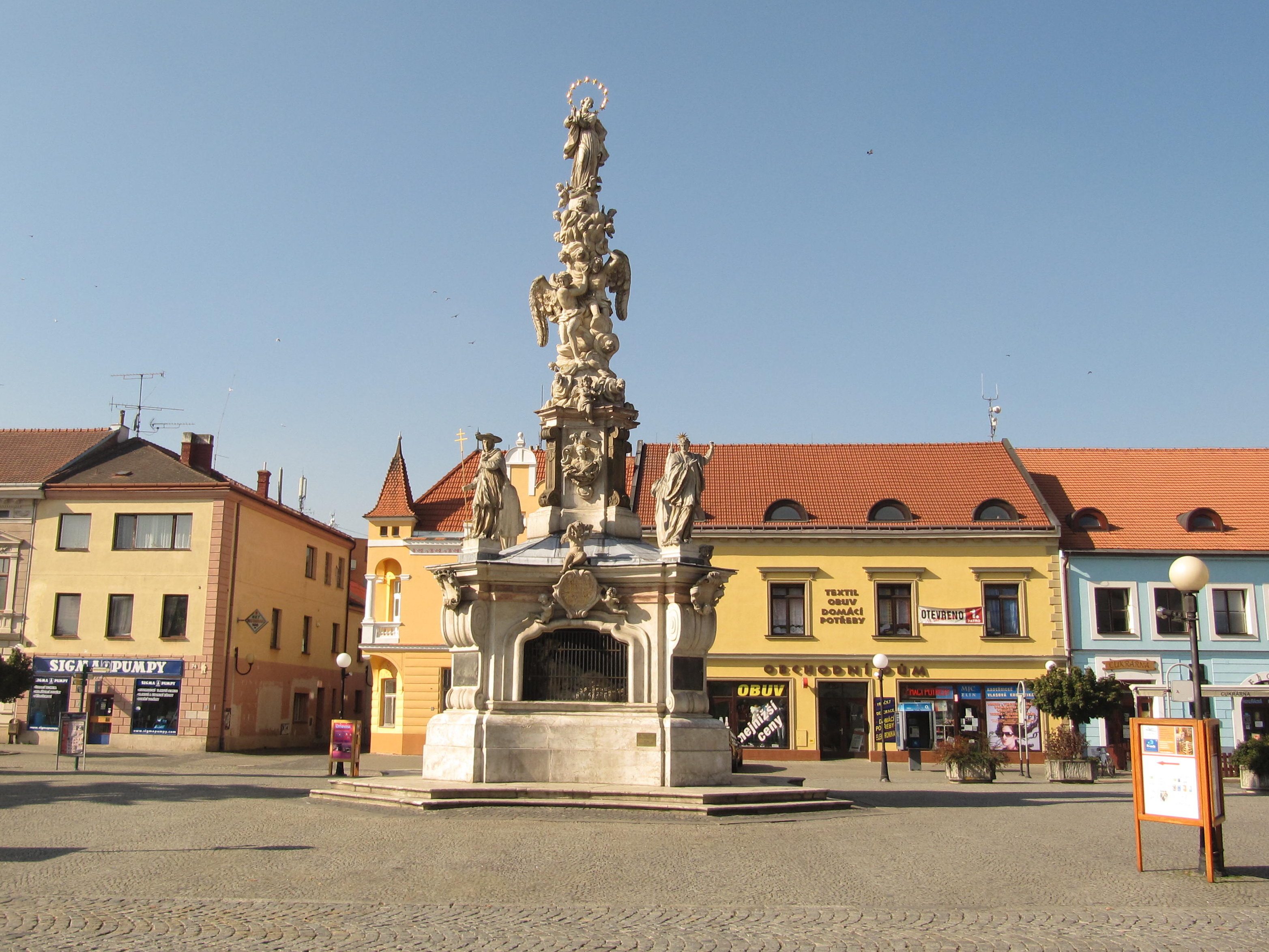
Morový sloup na Mariánském náměstí

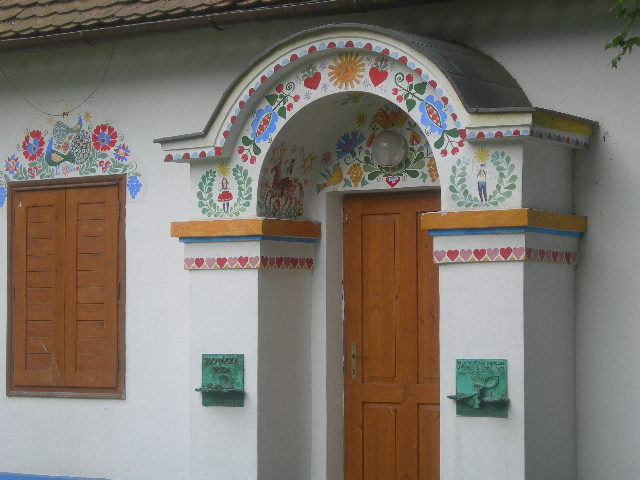
Slovácká búda, detail žudra

- Archeologická lokalita Výšina sv. Metoděje[47] – národní kulturní památka, velkomoravská akropole, pozůstatky významného církevního komplexu z období Velkomoravské říše, možného místa posledního odpočinku knížete Svatopluka nebo biskupa Metoděje
- Kostel svatého Františka Xaverského, jezuitská kolej, Reduta
- Kostel Nanebevzetí Panny Marie v Sadech
- Kostel Zvěstování Panny Marie
- Barokní kašna na Masarykově náměstí
- Stanclova Lékárna U Zlaté koruny – vzácné sgrafito, barokní freska
- Matyášova brána – spíše rekonstrukce původní středověké brány, původní brána tzv. "zadní" či později "shořelá" (zbourána po požáru roku 1609)
- Zbytky středověkých hradeb ve Vodní ulici – přestavěná hradební bašta na obytný dům
- Stará radnice
- Justiční palác – reprezentativní novorenesanční stavba postavena v letech 1891–1897 byla sídlem krajského soudu; dnes se v prostorách nachází Střední uměleckoprůmyslová škola.
- Morový sloup na Mariánském náměstí
- Kaple sv. Alžběty – nejstarší dochovaná stavba, raně gotické prvky
- Kaple sv. Šebestiána na náměstí Palackého – postavena roku 1715 městskou posádkou; v roce 1969 byla přesunuta po kolejích z původního místa u hotelu o 32 metrů na nově vybudované základy – jednalo se o zkoušku technologie, která byla později použita při přesunu děkanského kostela v Mostě.[48]
- Synagoga – dnešní knihovna Bedřicha Beneše Buchlovana, obnovena roku 2002 do původní podoby v barevnosti fasády, opatřena pamětní deskou v češtině a hebrejštině, dobudována věž podle dochovaných fotografií v pseudomaurském slohu[49]
- Zbytky židovského hřbitova v Sadech z roku 1879, zničeného wehrmachtem v roce 1943[50]
- Hotel Slunce – původní středověké podloubí, u sousední lékárny se jedná o úpravu z 19. století
- Slovácká búda ve Smetanových sadech
- Vinný sklep U Lisu – starý vinný sklep
- Budova gymnázia od architekta Josefa Schaniaka
- funkcionalistická stavba Lázně a budova spořitelny na Palackého náměstí od architekta Bohuslava Fuchse
- Galerie Slováckého muzea v Otakarově ulici
- hlavní budova Slováckého muzea ve Smetanových sadech

### Zaniklé stavby
- Roku 1749 založil děkan P. František Schuppler u farního kostela sv. Jiří Loretánskou kapli. Kostel byl gotickou trojlodní stavbou s nižšími bočními loděmi a s polygonálním závěrem presbytáře a stál na nynějším Masarykově náměstí. Roku 1782 byla Santa Casa zrušena a roku 1785 spolu s kostelem zbořena. Oltářní stěna z Loretánské kaple byla přenesena do kostela sv. Františka Xaverského.[51][52]

## Sport

### Fotbal

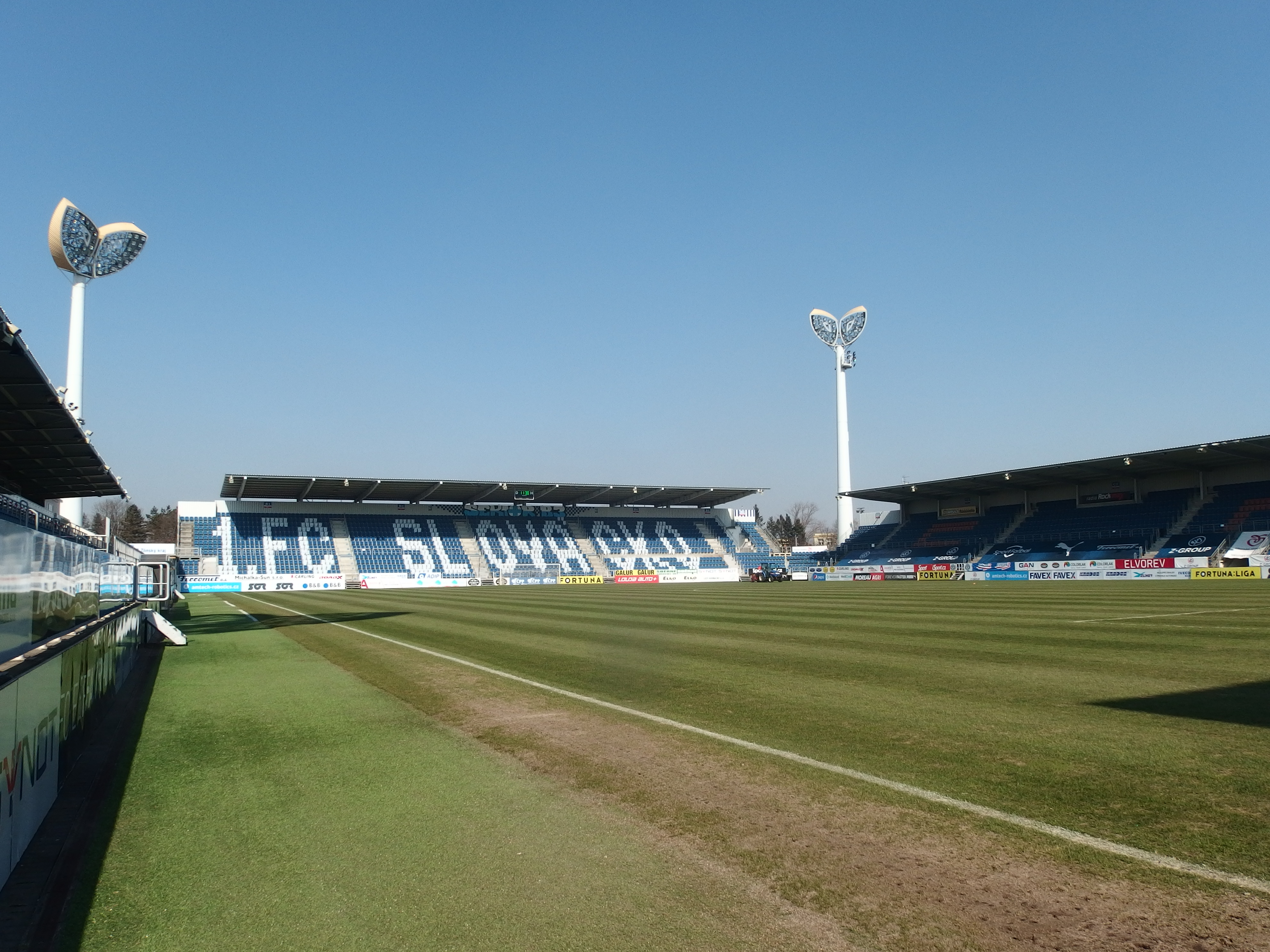
Městský fotbalový stadion Miroslava Valenty

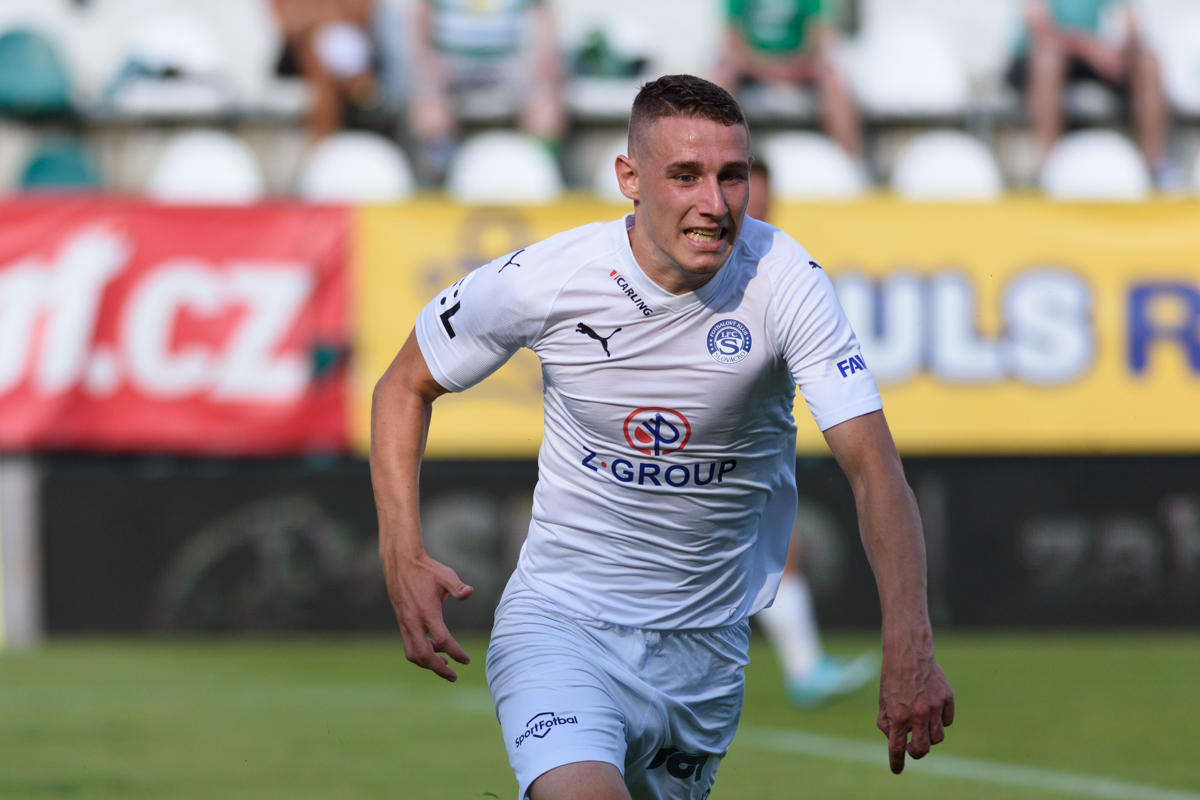
Michal Kohút v dresu Slovácka

Na Městském fotbalovém stadionu Miroslava Valenty hraje fotbalový klub 1. FC Slovácko 1. fotbalovou ligu. Klub má také ženský tým. Klub vznikl 1. července 2000 sloučením odvěkých rivalů FC SYNOT (dříve TJ Jiskra Staré Město) a FC SYNOT Slovácká Slavia Uherské Hradiště. K jeho největším úspěch patří zisk českého poháru v ročníku 2021/22. V sezónách 2020/21 a 2021/22 dosáhl klub v nejvyšší soutěži historicky nejlepšího umístění - čtvrtého místa. Díky tomu se v sezóně 2021/22 prvně v historii podíval do evropských pohárů, konkrétně do Evropské ligy. V další sezóně si účast zopakoval. Odchovancem klubu je reprezentant Miroslav Kadlec. Dres Slovácka oblékali i Richard Dostálek, Libor Došek, Petr Švancara, Jan Rajnoch, Milan Petržela, Ondřej Kúdela, Milan Ivana, David Pavelka, Lukáš Zelenka, Daniel Kolář, Michal Kolomazník, Filip Nguyen nebo Michal Kadlec. Stadion Miroslava Valenty již několikrát využila i česká reprezentace, například k zápasu Ligy národů s Ukrajinou roku 2018.

#### Historie
Historie kopané v Uherském Hradišti začíná roku 1905, kdy byl přivezen první kopací míč vysokoškolákem Viktorem Rumlerem z pražské Slavie. 15. května 1919 několik fotbalových nadšenců a hoteliér Antonín Čáp v hotelu Grand založili klub AC Slovácká Slavia. V sezóně 1995/96 postoupil městský fotbalový tým FC Slovácká Slavia poprvé ve své historii do 1. ligy a svůj druhý zápas v ní sehrál na stadionu v Uherském Hradišti 1. srpna 1995 se Spartou Praha, za kterou nastoupili např. Jan Koller, Vratislav Lokvenc či brankář Petr Kouba, který se později stal vicemistrem Evropy. Zápas skončil stavem 2:2, ačkoliv ještě nedlouho před koncem Uherské Hradiště vedlo 2:1. Zúčastnilo se ho 11 000 platících diváků (dle jiného zdroje 15 000 diváků z celého regionu), což byla nejvyšší návštěvnost v celé historii klubu od roku 1894 a překonala rekord 10 000 diváků z roku 1975, kdy se Uherské Hradiště v rámci soutěže o Český pohár utkalo se Slavií Praha. První gól za FC Slováckou Slavii umístil záložník Kasper Såby, posila z Dánska, hlavou již v 15. minutě prvního poločasu, po pravém rohovém kopu Petra Podaného.
Černou skvrnou v historii hradišťského fotbalu byla korupční aféra, jež vypukla roku 2004.

### Hokej
Zimní stadion je součástí sportovního areálu města Uherské Hradiště nacházející se v bezprostřední blízkosti krytého plaveckého bazénu s koupalištěm, sportovní haly, atletického a fotbalového stadionu asi 10 minut pěší chůze z centra města. Byl postaven v roce 1972, slavnostní otevření proběhlo 28. října 1973. Nyní má kapacitu 2400 diváků. Hraje zde hokejový klub HC Uherské Hradiště Jihomoravskou a Zlínskou krajskou ligu (4. ligová úroveň v České republice).

### Atletika
Jedním ze sportů, který má v Uherském Hradišti velkou a bohatou tradici, je atletika. Její kořeny sahají až do roku 1919. Od této doby zde vyrostlo několik atletů mezinárodní úrovně jako např. Dana Zátopková.

### T. J. Sokol
T. J. Sokol byl v Uherském Hradišti založen roku 1872. V roce 2021 měl zhruba 300 členů, kteří dodnes mohou navštěvovat různá cvičení, zaměřené jak na všeobecnou průpravu, tak i na jednotlivé sporty (volejbal, stolní tenis, basketbal…). Počet členů k roku 2018 (620), 2019 (630), 2020 (485), 2021 (302).

## Příroda a okolí

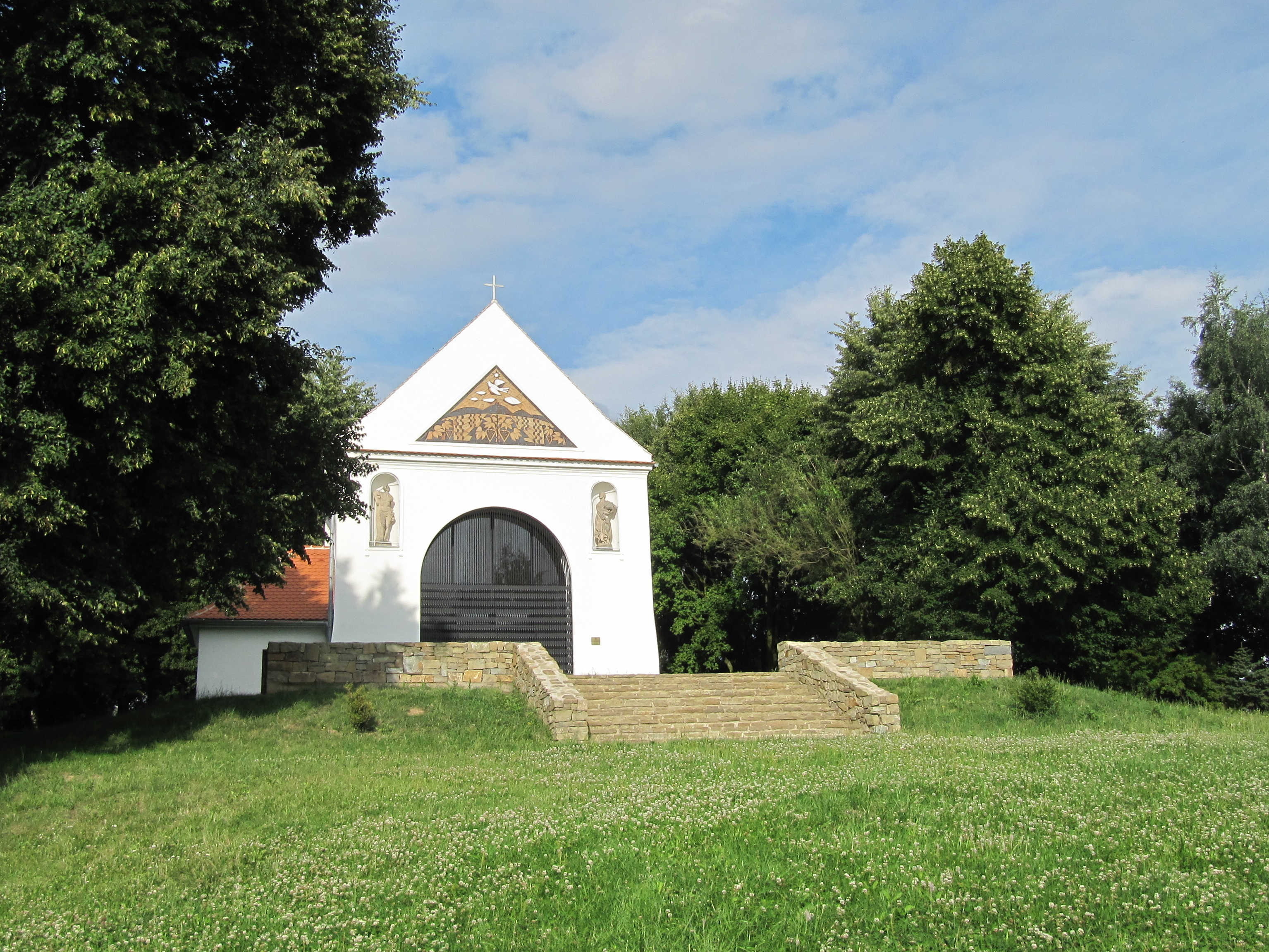
Rekonstruovaná kaple sv. Rocha nad Mařaticemi vévodící přírodně-kulturnímu areálu Park Rochus

Okolí města je charakteristické rozmanitou krajinou a přírodními rezervacemi, řekou Moravou s rozsáhlými lužními lesy s původní flórou a faunou. Neobvyklá je technická stavba Baťova kanálu, nedaleko se nachází dvě podmanivá pohoří, Chřiby a Bílé Karpaty se zvláštním biotopem. Nejzápadnějším výběžkem Karpat, resp. jejich části – Vizovických vrchů, je návrší Černá hora (302,2 m n. m.), známé spíše pod názvem Rochus podle kaple svatého Rocha nad Mařaticemi na východě od centra Uherského Hradiště. V blízkosti města se nalézá také románská bazilika na Velehradě a středověké lapidárium, zámek Buchlovice, hrad Buchlov, kde hrabě Bedřich Berchtold a jeho bratr Leopold shromáždili ze svých cest přírodovědnou sbírkou, egyptskou mumii atd.

## Partnerská města
Partnerskými městy Uherského Hradiště jsou:
- Bridgwater, Anglie, Spojené království
- Krosno, Polsko
- Mayen, Německo
- Sárvár, Maďarsko
- Skalica, Slovensko

## Osobnosti

### Rodáci
- Jaroslav Balaštík (* 1979), hokejista
- Daniel Bambas (* 1980), český filmový a divadelní herec
- Vlastimil Bařinka (* 1958), starosta Moravských Budějovic, poslanec PSP ČR
- Jan Antonín Baťa (1898–1965), průmyslník, dědic a pokračovatel obuvnické firmy Baťa, ekonom, mecenáš, zakladatel měst a osad, kandidát Nobelovy ceny za mír
- Bedřich Beneš Buchlovan (1885–1953), spisovatel, překladatel z němčiny a polštiny, učitel a knihovník (ulice Bedřicha Beneše Buchlovana na sídlišti Východ)
- Radim Bičánek (* 1975), hokejista
- Robert Býček (* 1968), mistr světa v kickboxu
- Josef Červenka (1968–2022), římskokatolický duchovní
- Slavomil Ctibor Daněk (1885–1946), evangelický teolog, duchovní, biblista, vysokoškolský pedagog
- Hana Doupovcová (* 1959), politička a senátorka
- Ludvík Hovorka (* 1963), politik a poslanec
- Štěpán Hulík (* 1984), filmový historik a scenárista
- Zdeněk Chalabala (1899–1962), klavírista, houslista, hudební publicista, hudební pedagog a operní dirigent
- Miroslav Kadlec (* 1964), fotbalista, kapitán vicemistrů Evropy z roku 1996
- Petr Karlík (* 1951), bohemista, odborník na syntax
- Josef Krofta (1943–2015), divadelník
- Ruda Kubíček (1891–1983), akademický malíř, pracovník muzea, ředitel uměleckoprůmyslové školy a esperantista (ulice Rudy Kubíčka na sídlišti Východ)
- Vladimír Lederer (1893–1965) lékař, odbojář a vojenský zdravotník
- Otakar Levý (1896–1946), český literární historik, romanista a překladatel z francouzštiny
- František Nábělek, botanik
- Miroslav Náplava, cestovatel, spolupracoval s osobnostmi jako Thor Heyerdahl, Erich von Däniken a Arthur C. Clarke
- Petr Nečas (* 1964), politik, předseda ODS, ministr a předseda vlády
- Jan Novotný (* 1944), profesor fyziky, kosmolog, překladatel
- Jan Pánek (1842 – 1899), ř. k. kněz, ThDr., prof. Nového zákona na olomoucké teolog. fakultě, v škol r. 1893/94 počtvrté děkanem, sídelní kanovník kapituly u sv. Václava v Olomouci, influovaný probošt u sv. Mořice v Kroměříži, konzistorní rada a čestný papežský komoří, pochován v Uh. Hradišti[62]
- Erik Pardus (1957–2011), herec
- Jiří Pavlica (* 1953), hudebník, houslista a interpret moravského folkloru, primáš souboru Hradišťan
- Iva Pazderková (* 1980), herečka, bavička, moderátorka a modelka
- Antonín Pecen (Tony Peckham), příslušník 2. odboje, plukovník RAF, palubní střelec 311. československá bombardovací peruť RAF
- Jaroslav Popelka (* 1956), politický aktivista, mediálně známý představitel tzv. Holešovské výzvy
- Adolf Promber (1843–1899), českoněmecký advokát a politik, poslanec Říšské rady a Moravského zemského sněmu
- Alois Pražák (1820–1901), baron, JUDr., svobodný pán, významný moravský šlechtic, politik a poslanec, rakouský ministr, právník, zasloužil se o zrušení roboty na Moravě
- Jindřich Prucha (1886–1914), významný český malíř, impresionista
- Břetislav Rychlík (* 1958), scenárista, režisér, herec
- Šimon Ryšavý (* 1957), nakladatel, knihkupec
- Josef Schaniak (1845–1905), architekt, mistr barevné fasády a sgrafita
- Eduard Schmidt (1935–2021), fyzik, pedagog, v letech 1992–1998 rektor Masarykovy univerzity
- Jaroslav Václav Staněk (1922–1978), malíř a v letech 1950–1975 první primáš původního souboru Hradišťan (ulice Jaroslava Staňka na sídlišti Východ)
- Věra Suková (1931–1982), tenistka
- Stanislav Šácha, radiotelegrafista 311. československá bombardovací peruť RAF
- Štěpán Urban (* 1997), zpěvák, druhé místo v pěvecké soutěži Česko-Slovenská SuperStar 2015
- Vladislav Vaculka (1914–1977), malíř, grafik, keramik a sochař (ulice Vladislava Vaculky na sídlišti Východ)
- Ida Vaculková (1920–2003), malířka, sochařka a výtvarnice, manželka malíře Vladislava Vaculky
- Miki Volek (1943–1996), český rockový zpěvák, muzikant a skladatel
- Zbyněk Vybíral (* 1961), profesor psychologie
- Antonín Zelnitius (1876–1957), staroměstský učitel, kronikář a varhaník, moravský archeolog a světoběžník, významně zasloužil se o archeologický výzkum a záchranu velkomoravských památek ve Starém Městě
- Miloslav Boria (1896-1937), český malíř

### Osobnosti spojené s městem
- Antonín Baťa starší (1844–1905), obuvník a podnikatel, od roku 1886 žil a podnikal v Uherském Hradišti, kde měl svoji firmu.
- Tomáš Baťa (1876–1932), obuvník, vyrůstal ve čtvrti Uherské Hradiště – Rybárny žil zde střídavě v letech 1886 až 1894, tedy od svých 10 do 18 let
- Tomáš Baťa ml. (1914–2008), obuvník, studoval na obchodní akademii
- Milan Blahynka (* 1933), literární kritik a historik, v letech 1939–1944 žil v Uherském Hradišti
- Otakar Borůvka (1899–1995), matematik, studoval na gymnáziu
- Bruno ze Schauenburku (asi 1205 – 1281), olomoucký biskup a diplomat Přemysla Otakara II., podílel se na založení Uherského Hradiště
- Bohuslav Fuchs (1895–1972), architekt mezinárodního respektu a věhlasu navrhl v Uherském Hradišti několik staveb
- Felix Kadlinský (1613–1675), jezuitský mnich, spisovatel a překladatel
- Matyáš Korvín (1443–1490), panovník, feudál, do městského znaku věnoval postavu rytíře
- František Kožík (1909–1997), významný spisovatel a esperantista, část svého života strávil v Uherském Hradišti
- František Kretz, čestný občan Uherského Hradiště, vybudoval Národopisné muzeum, věnoval mu všechny své sbírky, které nakoupil z vlastních prostředků v okolních vesnicích
- Conradin Kreutzer (1780–1849), německý hudební skladatel, ve městě často pobýval a dokončil zde svou operu Nocleh v Granadě
- Jana Maláčová (* 1981), česká politička
- Přemysl Otakar II. (asi 1233 – 1278), český král, největší rytíř své doby, velký kandidát na císaře Říše římské, založil Uherské Hradiště
- Svatopluk I., velkomoravský panovník, sídlo Veligrad někdy ztotožňováno s městem
- sv. Konstantin, filozof, tvůrce písma hlaholice
- sv. Metoděj, připisuje se mu autorství cyrilice, působiště na Špitálkách Sadech
- Antonín Šuránek (1902–1982), spirituál olomouckého kněžského semináře, Služebník Boží, v mládí studoval a ve stáří pobýval v Uherském Hradišti
- Tas z Boskovic (1446–1482), diplomat, olomoucký biskup
- Joža Uprka (1861–1940), malíř Moravského Slovácka, autor výzdoby nové radnice
- Jana Werichová (1935–1981), začínala ve Slováckém divadle v Uherském Hradišti v sezóně 1957–1958[63]

### Čestná občanství v novodobé historii
Od počátku devadesátých let dvacátého století byla v Uherském Hradišti udělena tři čestná občanství:
- Dana Zátopková: občanství uděleno v roce 1992, olympijská vítězka v hodu oštěpem z roku 1952
- Rudolf Firkušný: občanství uděleno v roce 1993, významný český klavírista
- doc. PhDr. Augustin Čáp: občanství uděleno v roce 2006, významný pedagog tělesné výchovy, účastník protifašistického odboje